# Filosofía de Søren Kierkegaard

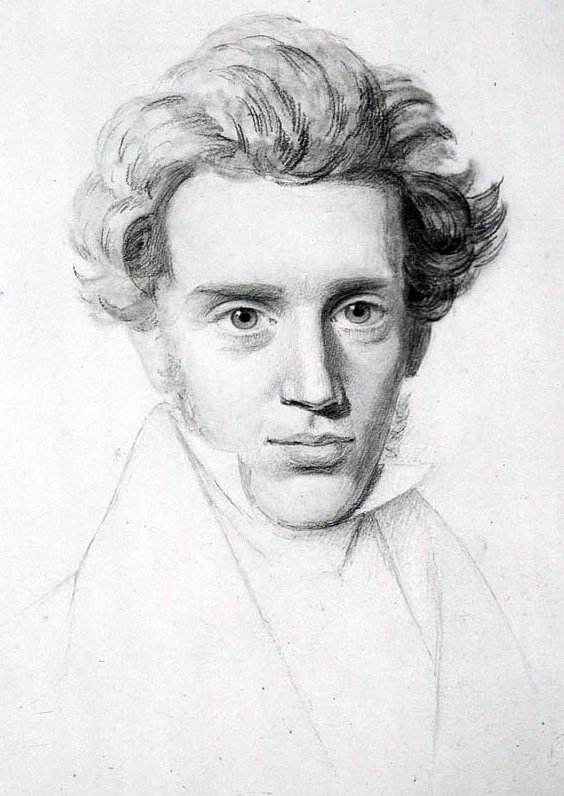
Bosquejo inacabado de Kierkegaard por su primo Niels Christian Kierkegaard, c. 1840

La filosofía de Søren Kierkegaard ha sido una gran influencia en el desarrollo de la filosofía del siglo XX, especialmente existencialismo y posmodernismo. Søren Kierkegaard fue un filósofo danés del siglo XIX que ha sido etiquetado por muchos como el "padre del existencialismo", aunque hay algunos en el campo que expresan dudas al etiquetarlo como existencialista para empezar. Su filosofía también influyó en el desarrollo de la psicología existencial.
Kierkegaard criticó aspectos de los sistemas filosóficos que fueron introducidos por filósofos como Georg Wilhelm Friedrich Hegel antes que él y los hegelianos  daneses. También fue influenciado indirectamente por la filosofía de Immanuel Kant. Se comparó con el modelo de filosofía que encontró en Sócrates, que apunta a llamar la atención no sobre los sistemas explicativos, sino más bien sobre la cuestión de cómo existe uno.
Uno de los temas recurrentes de Kierkegaard es la importancia de la subjetividad, que tiene que ver con la forma en que las personas se relacionan con las verdades (objetivas). En "Postdata final no científica a los fragmentos filosóficos", sostiene que "la subjetividad es verdad" y "la verdad es subjetividad". Kierkegaard transmite que, esencialmente, la verdad no es solo una cuestión de descubrir hechos objetivos. Si bien los hechos objetivos son importantes, hay un segundo y más crucial elemento de verdad, que involucra cómo uno se relaciona con esos hechos. Dado que la forma de actuar es, desde la perspectiva ética, más importante que cualquier cuestión de hecho, la verdad se encuentra en la subjetividad más que en la objetividad.

## Nota sobre seudónimos
Muchos de los primeros escritos de Kierkegaard de 1843 a 1846 fueron escritos con seudónimo. En el no seudónimo El punto de vista de mi trabajo como autor, explicó que las obras seudónimas están escritas desde perspectivas que no son las suyas: mientras que el propio Kierkegaard era un autor religioso, en los seudónimo los autores escribieron desde puntos de vista estéticos o especulativos. Una excepción a esto es Anti-Climacus, un autor seudónimo desarrollado después de la escritura de The Point of View: Anti-Climacus es un autor religioso que escribe desde una perspectiva cristiana tan ideal que Kierkegaard no deseaba que se le atribuya a sí mismo.
Debido a que los autores seudónimos escriben desde perspectivas que no son las de Kierkegaard, es posible que parte de la filosofía mencionada en este artículo no refleje las propias creencias de Kierkegaard. Así como otros filósofos plantean puntos de vista en sus ensayos para discutirlos y criticarlos, Kierkegaard asigna seudónimos para explorar en profundidad un punto de vista particular, que puede ocupar uno o dos libros completos en algunos casos, y Kierkegaard, u otro seudónimo, critica que posición. Por ejemplo, el autor, "Johannes Climacus" no es cristiano y argumenta desde un punto de vista no cristiano. "Anti-Climacus", como se mencionó anteriormente, es un cristiano en alto grado y argumenta desde un punto de vista cristiano devoto. Kierkegaard sitúa sus creencias entre estos dos autores.
La mayoría de los escritos filosóficos y religiosos posteriores de Kierkegaard de 1846 a 1855 fueron escritos y firmados por él mismo, y no asignó seudónimos a estas obras. Posteriormente, la mayoría de los estudiosos consideran que estos trabajos reflejan las propias creencias de Kierkegaard. En su caso, este artículo mencionará al autor respectivo, seudónimo o no.

## Temas en su filosofía

### Alienación
Alienación es un término que los filósofos aplican a una amplia variedad de fenómenos, incluyendo cualquier sentimiento de separación y descontento con la sociedad; sentir que hay un colapso moral en la sociedad; sentimientos de impotencia ante la solidez de las instituciones sociales; la naturaleza impersonal y deshumanizada de las organizaciones sociales burocráticas y de gran escala. Kierkegaard reconoce y acepta la noción de alienación, aunque la expresa y la entiende en sus propios términos distintivamente originales. Para Kierkegaard, la época actual es una época reflexiva: una que valora la objetividad y el pensamiento sobre la acción, la palabrería sobre los ideales en lugar de la acción, la discusión sobre la acción, la publicidad y la publicidad sobre la realidad y la fantasía sobre el mundo real. Para Kierkegaard, el significado de los valores se ha quitado de la vida, al no encontrar una autoridad verdadera y legítima. En lugar de caer en cualquier autoridad reclamada, cualquier libro sagrado "literal" o cualquier otra voz grande y duradera, los humanos conscientes de sí mismos deben enfrentar una incertidumbre existencial.
La humanidad ha perdido significado porque el criterio aceptado de realidad y verdad es un pensamiento ambiguo y subjetivo, aquello que no puede ser probado con lógica, investigación histórica o análisis científico. Los seres humanos no pueden pensar en opciones en la vida, debemos vivirlas; e incluso esas elecciones en las que pensamos a menudo se vuelven diferentes una vez que la vida misma entra en escena. Para Kierkegaard, el tipo de objetividad que un científico o un historiador podría utilizar no tiene sentido: los seres humanos no están motivados y no encuentran sentido a la vida a través de la objetividad pura. En cambio, lo encuentran a través de la pasión, el deseo y el compromiso moral y religioso. Estos fenómenos no se pueden demostrar objetivamente, ni se producen mediante ninguna forma de análisis del mundo exterior; surgen a través de una relación directa entre uno y el mundo externo. Aquí el énfasis de Kierkegaard está en la relación más que en el análisis. Esta relación es una forma de ver la propia vida que evade el escrutinio objetivo.
El análisis de Kierkegaard de la época actual utiliza términos que se parecen pero no coinciden exactamente con Hegel y la teoría de la alienación de Marx. Sin embargo, Kierkegaard quiere decir expresamente que los seres humanos están alienados de Dios porque viven demasiado en el mundo. Los individuos necesitan  ganar sus almas del mundo porque en realidad pertenece a Dios. Kierkegaard no tiene ningún interés en las batallas externas como lo hace Karl Marx. Su preocupación es la lucha interior por la fe.

Hablemos más sobre el deseo y por tanto sobre los sufrimientos. La discusión de los sufrimientos siempre puede ser beneficiosa si aborda no solo la obstinación del dolor sino, si es posible, se dirige a la persona afligida para edificarla. Es un acto legítimo y compasivo detenerse debidamente en el sufrimiento, no sea que la persona que sufre se impaciente por nuestra discusión superficial en la que no reconozca su sufrimiento, no sea que por eso deje a un lado con impaciencia el consuelo y se fortalezca en la doble ánimo. Ciertamente una cosa es salir a la vida con el deseo cuando lo que se desea se convierte en obra y tarea; otra cosa es salir a la vida lejos del deseo.

Abraham tuvo que dejar su hogar ancestral y emigrar a una nación extraña, donde nada le recordaba lo que amaba; de hecho, a veces sin duda es un consuelo que nada recuerde lo que uno desea olvidar, pero es un amargo consuelo para él. la persona que está llena de nostalgia. Así una persona también puede tener un deseo que para él lo contenga todo, de modo que en la hora de la separación, cuando comienza la peregrinación, es como si estuviera emigrando a un país extranjero donde nada más que el contraste le recuerda, por la pérdida. , de lo que deseaba; le puede parecer como si estuviera emigrando a un país extranjero, incluso si permanece en casa, quizás en la misma localidad, perdiendo el deseo como entre extraños, de modo que despedirse del deseo le parece más difícil y más crucial. que desprenderse de sus sentidos.

Aparte de este deseo, aunque todavía no se mueva del lugar, tal vez el camino penoso de su vida se gaste en sufrimientos inútiles, pues estamos hablando de quienes sufren esencialmente, no de quienes tienen el consuelo de que sus sufrimientos son para el beneficio de una buena causa, en beneficio de otros. Tenía que ser así: el viaje al país extranjero no fue largo; en un momento él estuvo allí, allí en ese país extraño donde se encuentran los que sufren, pero no los que han dejado de llorar, no aquellos cuyas lágrimas la eternidad no puede enjugar, porque como dice un viejo libro devocional de manera tan simple y conmovedora: "¿Cómo ¿Puede Dios secar tus lágrimas en el otro mundo si no has llorado? " Quizás alguien más venga de otra manera, pero al mismo lugar.

Albert Camus escribió sobre la idea de ser un extraño en el mundo, pero invirtió el significado de Kierkegaard. Un  extraño para Camus era alguien que vivía en el mundo y se ve obligado a existir de una manera cristiana aunque el individuo no quiera ser cristiano. Pero Kierkegaard estaba hablando del cristiano que quiere ser cristiano y vive en un mundo que ha abandonado el cristianismo. Tanto Camus como Kierkegaard tenían en común el mismo disgusto por una democracia cristiana en la que todos se ven obligados a participar positivamente en el cristianismo porque faltaría la libertad de elección y en una democracia no cristiana en la que a nadie se le permite participar activamente en el cristianismo. . Kierkegaard estaba en contra de votar sobre el cristianismo, para él, Cristo era la única autoridad. Camus denominó "la actitud existencial filosófica suicida". Así es como lo expresó en   El mito de Sísifo y otros escritos :
Kierkegaard lo expresó de esta manera en  Tres discursos edificantes  1843 y  Postdata no científica final  (1846):

Obtener el voto mayoritario de uno y transformar la relación con Dios en una empresa especulativa sobre la base de la probabilidad y la asociación y los socios accionistas es el primer paso para volverse objetivo.

El amor que cubre multitud de pecados nunca se engaña. Cuando el corazón es mezquino, cuando uno da con un ojo y con siete ojos mira para ver qué recibirá a cambio, entonces uno descubre fácilmente una multitud de pecados. Pero cuando el corazón está lleno de amor, la vista nunca se engaña; porque el amor, cuando da, no escudriña el don, sino que tiene los ojos puestos en el Señor. Cuando el corazón se llena de envidia, entonces el ojo tiene poder para provocar inmundicia incluso en los puros; pero cuando el amor habita en el corazón, entonces el ojo tiene el poder de fomentar lo bueno en lo inmundo; pero este ojo no ve el mal sino el puro, al que ama y lo alienta amándolo. Ciertamente hay un poder en este mundo que con sus palabras convierte el bien en mal, puesto que hay un poder por encima del cual convierte el mal en bien; ese poder es el amor que cubre multitud de pecados.

Cuando el odio habita en el corazón, entonces el pecado yace a la puerta del hombre, y sus múltiples deseos existen en él; pero cuando el amor habita en el corazón, entonces el pecado huye lejos y ya no lo ve. Cuando las disputas, la malicia, la ira, las disputas, las disensiones, las facciones llenan el corazón, ¿es necesario entonces ir muy lejos para descubrir la multitud del pecado, o el hombre necesita amar mucho para producirlos fuera de sí mismo? Pero cuando el gozo, la paz, la paciencia, la mansedumbre, la bondad, la fe, la mansedumbre y la templanza moran en el corazón, ¡qué maravilla, entonces, que un hombre, aunque esté rodeado por una multitud de pecados, siga siendo un forastero, un extraño, que ¿Entiende muy poco sobre las costumbres del país, aunque le hayan sido explicadas? ¿No sería esto, entonces, una cobertura de la multitud de pecados?

El amor no busca lo suyo. El amor no busca lo suyo, porque no hay lo mío ni lo tuyo en el amor. Pero "mío" y "tuyo" son sólo especificaciones relacionales de "lo propio"; así, si no hay mío y tuyo, tampoco hay "propio". Pero si no existe "lo propio", entonces, por supuesto, es imposible buscar lo propio. La justicia se identifica por dar a cada uno lo suyo, como también a su vez reclama lo suyo. Esto significa que la justicia defiende la causa de los suyos, divide y asigna, determina lo que cada uno puede llamar legítimamente lo suyo, juzga y castiga si alguien se niega a hacer distinción alguna entre lo mío y lo suyo. El individuo tiene derecho a hacerlo como le plazca con este contencioso y, sin embargo, legalmente autorizado mío; y si no busca lo suyo de otra manera que la que permite la justicia, la justicia no tiene nada que reprocharle ni tiene derecho a reprenderlo por nada. En cuanto alguien es defraudado de los suyos, o tan pronto como alguien defrauda a otro de los suyos, interviene la justicia, porque salvaguarda la seguridad común en la que cada uno tiene lo suyo, que por derecho tiene. -Pero a veces se entromete un cambio, un revolución, guerra, terremoto o alguna desgracia tan terrible, y todo se confunde. La justicia trata en vano de asegurar para cada uno lo suyo; no puede mantener la distinción entre el mío y el tuyo; en la confusión no puede mantener el equilibrio y, por tanto, tira la balanza, ¡se desespera! ¡Terrible espectáculo! Sin embargo, ¿no produce el amor en cierto sentido, aunque sea de la manera más dichosa, la misma confusión? Pero el amor también es un acontecimiento, el más grande de todos, pero también el más feliz. El amor es un cambio, el más notable de todos, pero el más deseable; de hecho, decimos en muy buen sentido que alguien que se siente atraído por el amor cambia o se transforma. El amor es una revolución, la más profunda de todas, ¡pero la más bendita!

### Muerte
La muerte es inevitable y temporalmente impredecible. Kierkegaard creía que las personas necesitaban llegar a darse cuenta de manera sincera e intensa de la verdad de ese hecho para poder vivir apasionadamente. Kierkegaard acusa a la sociedad de estar en negación de la muerte. Aunque las personas ven la muerte a su alrededor y comprenden como un hecho objetivo que todos mueren, pocas personas comprenden de verdad, subjetiva e interiormente, que algún día morirán. Por ejemplo, en  Postdata no científica final , Kierkegaard señala que la gente nunca piensa en decir: "Sin duda asistiré a tu fiesta, pero debo hacer una excepción por la contingencia de que una teja se derrita y mátame, porque en ese caso, no puedo asistir ". Esto es una broma en lo que respecta a Kierkegaard. Pero también hay seriedad involucrada en el pensamiento de la muerte. Kierkegaard dijo lo siguiente sobre la muerte en su Tres discursos edificantes, 1844:

No decidiremos qué vida libra la buena batalla con más facilidad, pero todos estamos de acuerdo en que todo ser humano debería pelear la buena batalla, de la que nadie queda excluido, y sin embargo, esto es tan glorioso que si se le concediera sólo una vez a una generación pasada en circunstancias excepcionales; sí, ¡qué descripción sabrían dar la envidia y el desánimo! La diferencia es aproximadamente la misma que en relación con el pensamiento de la muerte. Tan pronto como nace un ser humano, comienza a morir. Pero la diferencia es que hay algunas personas para quienes el pensamiento de la muerte surge con el nacimiento y se les hace presente en la serena paz de la niñez y la alegría de la juventud; mientras que otros tienen un período en el que este pensamiento no les está presente hasta que, cuando se acaban los años, los años de vigor y vitalidad, el pensamiento de la muerte los encuentra en su camino. ¿Quién, ahora, va a decidir qué vida fue más fácil, si fue la vida de quienes vivieron continuamente con cierta reserva porque el pensamiento de la muerte estaba presente en ellos o la vida de quienes se abandonaron tanto a la vida que casi olvidó la existencia de la muerte?

### Pavor o ansiedad
Para el autor de Kierkegaard, "Vigilius Haufniensis", ansiedad /  pavor / angustia (según la traducción y el contexto) es miedo desenfocado. Haufniensis usa el ejemplo de un hombre parado en el borde de un edificio alto o acantilado. Desde esta altura puede ver todas las posibilidades de la vida. Está reflexionando sobre lo que podría llegar a ser si se lanzara al poder de su propia elección. Mientras permanezca allí, se encontrará en la encrucijada de la vida, incapaz de tomar una decisión y vivir dentro de sus límites. El mero hecho de que uno tenga la posibilidad y la libertad de hacer algo, incluso la más aterradora de las posibilidades, provoca inmensos sentimientos de pavor. Haufniensis llamó a esto nuestro "vértigo de la libertad".

La ansiedad se puede comparar con mareos. Aquel cuyo ojo mira hacia abajo en el bostezo  abismo se marea. Pero, ¿cuál es la razón de esto? Está tanto en sus propios ojos como en el abismo, pues supongamos que no hubiera mirado hacia abajo. Por tanto, ansiedad es el vértigo de  libertad, que surge cuando el espíritu quiere  postular la síntesis y la libertad mira hacia abajo en su propia posibilidad, aferrándose a la finitud para sostenerse. La libertad sucumbe al mareo. Más allá de esto, la psicología no puede y no irá. En ese mismo momento todo cambia, y la libertad, cuando vuelve a levantarse, ve que es culpable. Entre estos dos momentos se encuentra el  salto, que ninguna ciencia ha explicado y que ninguna ciencia puede explicar. El que se vuelve culpable en la ansiedad se vuelve tan ambiguo culpable como es posible.

En  El concepto de ansiedad , Haufniensis se enfoca en la primera ansiedad experimentada por el hombre: la elección de  Adán de comer del árbol prohibido del conocimiento de Dios o no. Dado que los conceptos del bien y del mal no llegaron a existir antes de que Adán comiera el fruto, que ahora se llama pecado original, Adán no tenía el concepto del bien y del mal, y no sabía que comer del árbol era malo. Lo que sí sabía era que Dios le dijo que no comiera del árbol. La ansiedad proviene del hecho de que la prohibición de Dios en sí misma implica que Adán es libre y que podría elegir obedecer a Dios o no. Después de que Adán comió del árbol, nació el pecado. Entonces, según Kierkegaard, la ansiedad precede al pecado, y es la ansiedad la que lleva a Adán a pecar. Haufniensis menciona que la ansiedad es la presuposición del pecado hereditario.
Sin embargo, Haufniensis menciona que la ansiedad también es una forma de salvar a la humanidad. La ansiedad nos informa de nuestras elecciones, nuestra conciencia de nosotros mismos y nuestra responsabilidad personal, y nos lleva de un estado de inmediatez inconsciente a una reflexión consciente de nosotros mismos. (Jean-Paul Sartre llama a estos términos conciencia pre-reflexiva y conciencia reflexiva.) Un individuo se vuelve verdaderamente consciente de su potencial a través de la experiencia del pavor. Entonces, la ansiedad puede ser una posibilidad de pecado, pero la ansiedad también puede ser un reconocimiento o realización de la verdadera identidad y libertades de uno.

Quien haya aprendido a estar ansioso de la manera correcta, ha aprendido lo último La ansiedad es la posibilidad de la libertad, y sólo esa ansiedad es a través de la fe absolutamente educativa, porque consume todos los fines finitos y descubre todo su engaño. Y ningún  Gran Inquisidor tiene tan terribles tormentos en preparación como la ansiedad, y ningún agente secreto sabe con tanta astucia como la ansiedad atacar a su sospechoso en su momento más débil o hacer seductora la trampa en la que estará atrapado, y ningún juez perspicaz sabe interrogar y examinar al imputado como lo hace la ansiedad, que nunca deja escapar al imputado, ni por diversión, ni por ruido, ni en el trabajo, ni de día ni de noche.

### Desesperación
Más enfáticamente en  La enfermedad hasta la muerte , el autor de Kierkegaard sostiene que el yo humano es una composición de varios aspectos que deben equilibrarse conscientemente: lo finito, lo infinito, una conciencia de la "relación de el dos para sí mismo ", y una conciencia del" poder que postula "el yo. Lo finito (limitaciones como las que impone el propio cuerpo o las circunstancias concretas de uno) y lo infinito (aquellas capacidades que nos liberan de limitaciones como la imaginación) siempre existen en un estado de tensión. Esa tensión entre dos aspectos del "yo" que hay que equilibrar. Cuando el yo está desequilibrado, es decir, tiene una comprensión errónea de quién es porque se concibe demasiado en términos de sus propias circunstancias limitantes (y por lo tanto no reconoce su propia libertad para determinar lo que será) o demasiado en términos de lo que le gustaría ser, (ignorando así sus propias circunstancias), la persona está en un estado de  desesperación. En particular, Anti-Climacus dice que uno puede estar desesperado incluso si se siente perfectamente feliz. La desesperación no es solo una emoción, en un sentido más profundo es la pérdida de uno mismo, es decir, describe el estado en el que uno tiene una concepción incorrecta de sí mismo.

¿Es la desesperación un mérito o un defecto? Puramente dialécticamente es ambas cosas. Si uno pensara en la desesperación sólo en abstracto, sin hacer referencia a algún desesperado en particular, tendría que decir que es un mérito enorme. La posibilidad de esta enfermedad es la ventaja del hombre sobre la bestia, y es una ventaja que lo caracteriza de manera muy diferente a la postura erguida, ya que revela la infinita erección o altivez de su espíritu. La posibilidad de esta enfermedad es la ventaja del hombre sobre la bestia; ser consciente de esta enfermedad es la ventaja del cristiano sobre el hombre natural; ser curado de esta enfermedad es la bienaventuranza del cristiano.

En  Either / Or ,  A  y  Judge William  cada uno tiene una novela epistolar en dos volúmenes. El  A  es un esteta muy consciente de que puede usar el poder de la interpretación para definir quién es y qué considera valioso. Sabe que puede moldear y remodelar su propia identidad. Nada lo ata a sus relaciones. Nada lo ata a sus acciones pasadas. Sin embargo, al final, también sabe que carece de una comprensión coherente de quién es. Carece de un yo que se resista a su propio poder de reinterpretación. Su amigo mayor, el juez William, sostiene que se descubre un concepto más profundo de la individualidad cuando uno se compromete con sus acciones y se apropia del pasado y el presente. Un concepto de uno mismo, como este ser humano en particular, comienza a tomar forma en la propia conciencia.
Otra perspectiva, una en la que un individuo puede encontrar cierto grado de libertad de la desesperación, está disponible para la persona con "fe" religiosa. Esto sintoniza al individuo para que pueda reconocer lo que siempre ha estado allí: un yo que debe realizarse dentro de las circunstancias en las que se encuentra ahora mismo, es decir, esta sintonía interior produce una especie de síntesis entre lo infinito y lo finito.
En  Miedo y temblor ,  Johannes de Silentio  argumenta que la elección de Abraham de obedecer el mandamiento privado y poco ético de Dios de sacrificar a su hijo revela lo que implica la fe: dirige su conciencia absolutamente hacia "lo absoluto" más que hacia lo meramente ético, es decir, practica una espiritualidad interior que busca estar "ante dios" en lugar de buscar entenderse a sí mismo como una persona éticamente recta. Su Dios requiere más que ser bueno, exige que busque un compromiso interior con él. Si Abraham obedeciera alegremente, sus acciones no tendrían sentido. Sólo cuando actúa "con miedo y temblor" demuestra una plena conciencia de que asesinar a un hijo es absolutamente incorrecto, éticamente hablando.
La desesperación tiene varios niveles específicos en los que una persona puede encontrarse, cada uno más desesperado que el anterior, como se establece en "La enfermedad hasta la muerte".
El primer nivel es "La desesperación que ignora ser desesperación o la desesperada ignorancia de tener un yo y un yo eterno". Esencialmente, este nivel es uno que tiene una concepción errónea de lo que es un yo, es decir, ignora cómo realizar el yo que ya es potencialmente. En este sentido, la persona no reconoce su propia desesperación porque muchas veces mide el éxito de su vida en función de si él mismo se juzga feliz. Independientemente de si sabe que está desesperado o no, afirma Kierkegaard, todavía puede estar en ese estado. Señala que este es el más común del mundo.
El siguiente nivel de desesperación es "La desesperación que es consciente de ser desesperación y por lo tanto es consciente de tener un yo en el que hay algo eterno y entonces o en la desesperación no quiere ser ella misma o en la desesperación quiere ser ella misma". Esto se subdivide en tres categorías: la desesperación por querer o no querer ser uno mismo, la desesperación por no querer ser un yo, y la más baja, la desesperación por desear un nuevo yo. Estas tres divisiones son principalmente la autoestima que tiene la persona y la medida en que comprende su propia desesperación. La desesperación por no ser uno mismo es bastante sencilla. Una persona se ve a sí misma como indigna y, como tal, no se ve a sí misma como digna ante algo que no comprende. La desesperación por no ser un yo es más profunda, porque no desear ser un yo es desear no tener una relación con Dios o al menos ver la relación de uno con Dios como indigna y, por lo tanto, rehuirla. La forma más baja de este grupo, sin embargo, es el deseo de ser un nuevo yo. Ésta es, lógicamente, la forma más profunda, ya que asume la comprensión más profunda de la propia desesperación. Una vez desesperado, sin una relación completa con Dios, uno siempre estará desesperado, por lo que estar en este nivel comprende la permanencia de la desesperación. La desesperación en este grupo surge de la naturaleza de las cosas sensibles y los deseos físicos. Estos tres subgrupos también se agrupan bajo el título "Desesperación por lo terrenal".
El segundo nivel de desesperación consciente bajo el título "Desesperación por lo eterno". Alguien en este nivel se ve a sí mismo a la luz de su propia debilidad. A diferencia del nivel superior, esta debilidad se comprende, y como tal, en lugar de volverse a la fe y humillarse ante Dios, se desesperan en su propia debilidad e indignidad. En este sentido, se desesperan por lo eterno y se niegan a ser consolados por la luz de Dios.
La última y más baja forma de desesperación es el deseo "En la desesperación de querer ser uno mismo". Kierkegaard también se refiere a esta última forma de desesperación como "desesperación demoníaca" (tenga en cuenta que el término demoníaco se usa en el sentido griego clásico, no en el sentido moderno). En esta forma de desesperación, el individuo se encuentra desesperado, comprende que está desesperado, busca alguna forma de aliviarlo y, sin embargo, no recibe ayuda. Como resultado, el yo se endurece contra cualquier forma de ayuda y "Incluso si Dios en el cielo y todos los ángeles le ofrecieran ayuda, él no la querría". En este nivel de desesperación, el individuo se deleita en su propia desesperación y ve que su propio dolor lo eleva por encima de la naturaleza básica de otros humanos que no se encuentran en este estado. Esta es la forma menos común de desesperación y Kierkegaard afirma que se encuentra principalmente en verdaderos poetas. Esta desesperación también se puede llamar la desesperación del desafío, ya que es la desesperación que golpea todo lo que es eterno. Una última nota es que a medida que uno viaja más abajo en las formas de desesperación, el número de personas en cada grupo se reduce.

### Ética

En Miedo y temblor, Johannes de Silentio analiza la acción de Abraham de sacrificar a Isaac. Silentio sostiene que Abraham es un caballero de la fe.

Muchos filósofos que inicialmente leyeron a Kierkegaard, especialmente el de Kierkegaard (escrito bajo el seudónimo de "Johannes de Silentio") "Miedo y temblor", a menudo llegan a la conclusión de que Kierkegaard apoya una  mandato divino ley de ética. La teoría del mandato divino es una teoría metaética que afirma que los valores morales son lo que sea ordenado por un dios o dioses. Sin embargo, Kierkegaard no está argumentando que la moralidad sea creada por Dios; en cambio, argumentaría que un mandato divino de Dios "trasciende" la ética. Esta distinción significa que Dios no crea necesariamente la moral humana: depende de nosotros, como individuos, crear nuestra propia moral y valores. Pero cualquier persona religiosa debe estar preparada para el evento de un mandato divino de Dios que tenga prioridad sobre todas las obligaciones morales y racionales. Kierkegaard llamó a este evento la " teleológica suspensión de lo ético". Abraham, el caballero de la fe, eligió obedecer a Dios incondicionalmente, y fue recompensado con su hijo, su fe y el título de "Padre de la fe". Abraham trascendió la ética y saltó a la fe.
Pero no hay ningún argumento lógico válido que uno pueda hacer para afirmar que la moralidad debería o puede ser suspendida en cualquier circunstancia dada, o nunca. Por lo tanto, Silentio cree que la ética y la fe son etapas separadas de conciencia. La elección de obedecer a Dios incondicionalmente es una verdadera decisión existencial de 'esto o lo otro' que enfrenta el individuo. O se elige vivir en la fe (la etapa religiosa) o vivir éticamente (la etapa ética).
En  Either / Or , Kierkegaard insiste en que el individuo individual tiene la  responsabilidad ética de su vida. Sin embargo, todos quieren divertirse y la ética se interpone en el camino del disfrute de la vida de una persona si se lleva a los extremos. Esto resulta en una batalla entre quienes quieren vivir por placer y quienes demandan una existencia ética. Pero Kierkegaard siempre apunta hacia la meta religiosa, una "felicidad eterna", o la salvación del alma como el bien supremo. Él dice, sea lo que quiera, pero recuerde que su alma pertenece a Dios, no al mundo.

A estas alturas, habrás visto fácilmente que en su vida el individuo ético pasa por etapas que previamente establecimos como  etapas separadas. Él va a desarrollar en su vida las virtudes Identidad personal, Civismo, religiosas, y su vida avanza a través de su continua traslación de una etapa a otra. Tan pronto como una persona piensa que una de estas etapas es adecuada y se atreve a concentrarse en ella unilateralmente, no se ha elegido a sí mismo éticamente, pero no ha podido ver el significado del aislamiento o la continuidad y, sobre todo, no ha comprendido que la verdad radica en la identidad de los dos. La persona que ha elegido éticamente y se ha encontrado a sí mismo definido en toda su concreción. Luego se posee a sí mismo como un individuo que tiene estas  capacidades, estas  pasiones, estas  inclinaciones, estas  hábito s, que está sujeto a estas influencias externas, que es influenciado en una dirección así y en otra así. Aquí, entonces, se posee a sí mismo como una tarea de tal manera que es principalmente para ordenar, modelar, templar, inflamar, controlar, en fin, producir una uniformidad en el alma, una armonía, que es fruto de las virtudes personales.

Resignación ha puesto cara al individuo o se ha encargado de que se enfrente a una felicidad eterna como el  τέλος ("fin", "propósito", o "objetivo"). Este τέλος no es un elemento entre otros elementos. Así, el ambos-y de la mediación no es mucho mejor, aunque menos ingenuo, que la charla jovial descrita anteriormente que lo incluye todo. En el momento de la resignación, de la compostura, de la elección, se le permite al individuo saludar al τέλος absoluto, pero luego viene la mediación. Así también, a un perro se le puede enseñar a caminar sobre dos patas por un momento, pero luego viene la mediación, y el perro camina sobre cuatro patas; la mediación también hace eso. Entendido espiritualmente, el caminar recto de un ser humano es su absoluto respeto por el τέλος absoluto, de lo contrario, camina a cuatro patas. Cuando se trata de elementos relativos, la mediación tiene su significado (que son todos iguales antes de la mediación), pero cuando se trata del fin o meta absoluta, la mediación significa que el τέλος absoluto se reduce a un  relativo  τέλος. Tampoco es cierto que el τέλος absoluto se haga concreto en los fines relativos, porque la distinción absoluta de la resignación salvaguardará en todo momento el τέλος absoluto contra toda confraternización. Es cierto que el individuo orientado hacia el τέλος absoluto, está en los fines relativos, pero no está en ellos de tal manera que el τέλος absoluto se agote en ellos. Es cierto que ante Dios y ante el τέλος absoluto somos todos iguales, pero no es cierto que Dios o el τέλος absoluto sea igual a todo lo demás para mí o para un individuo en particular. Puede ser muy loable para un individuo en particular ser consejero de justicia, buen trabajador de la oficina, amante número uno en la sociedad, casi un virtuoso de la flauta, capitán del club de tiro popinjay, superintendente del orfanato, un padre noble y respetado —en resumen, un demonio que puede hacer ambas cosas— y que tiene tiempo para todo. Pero que el consejero se cuide de no volverse demasiado diabólico y proceda a hacer todo esto y tenga tiempo para dirigir su vida hacia el τέλος absoluto. En otras palabras, esto ambos-y significa que el absoluto  τέλος está al mismo nivel que todo lo demás. Pero el τέλος absoluto tiene la notable cualidad de querer ser el τέλος absoluto en todo momento. Si, entonces, en el momento de la resignación, de la compostura, de la elección, un individuo ha entendido esto, seguramente no puede significar que se suponga que lo haya olvidado en el momento siguiente. Por tanto, como dije antes, la resignación permanece en el individuo y la tarea está tan lejos de conseguir que la τέλος  mediada absoluta en todo tipo de ambas -y que, por el contrario, es apuntar a la forma de existencia que tiene permanentemente el patetismo del gran momento.

### Individualidad
Para Kierkegaard, la verdadera individualidad se llama egoísmo. Tomar conciencia de nuestro verdadero yo es nuestra verdadera tarea y esfuerzo en la vida; es un imperativo ético, además de preparatorio para una verdadera comprensión religiosa. Los individuos pueden existir en un nivel inferior al verdadero yo. Podemos vivir, por ejemplo, simplemente en términos de nuestros placeres s: nuestra satisfacción inmediata de deseos, propensiones o distracciones. De esta manera, nos deslizamos por la vida sin rumbo ni propósito. Para tener una dirección, debemos tener un propósito que defina para nosotros el significado de nuestras vidas. Kierkegaard lo expresa de esta manera en  Either / Or :

Aquí, entonces, tengo su visión de la vida y, créame, gran parte de su vida se volverá clara para usted si la considera junto a mí como una desesperación mental. Odias la actividad en la vida, muy apropiadamente, porque para que haya significado en ella, la vida debe tener continuidad, y esta tu vida no la tiene. Te mantienes ocupado con tus estudios, sin duda; incluso eres diligente; pero es sólo por su bien, y se hace con la menor teleología posible. Además, estás desocupado; como los obreros del Evangelio parados ociosos en la plaza, metes las manos en el bolsillo y contemplas la vida. Ahora descansas en la desesperación.  Nada le preocupa; te apartas por nada; "Si alguien arrojara una teja, yo todavía no me haría a un lado". Eres como una persona moribunda. Muere a diario, no en el sentido profundo y serio en el que normalmente se entienden estas palabras, pero la vida ha perdido su realidad y "siempre cuenta los días de su vida desde un aviso de terminación hasta el siguiente". Dejas que todo te pase; nada tiene ningún impacto. Pero entonces, de repente, surge algo que te atrapa, una idea, una situación, la sonrisa de una niña, y ahora estás "involucrado", porque solo en ciertas ocasiones no estás "involucrado", por lo que en otras ocasiones estás "a tu alcance". servicio "en todos los sentidos. Dondequiera que haya algo que suceda, te unirás. Te comportas en la vida como lo haces normalmente entre la multitud. "Trabaja usted mismo en el grupo más apretado, ocúpese, si es posible, de que lo empujen por encima de los demás para que llegue a estar por encima de ellos, y tan pronto como esté allí, se ponga lo más cómodo posible, y así te dejas llevar por la vida ". Pero cuando la multitud se ha ido, cuando el evento ha terminado, nuevamente te paras en la esquina de la calle y miras el mundo.

En "Enfermedad hasta la muerte", Kierkegaard trata específicamente del yo como un producto de las relaciones. En este sentido, un ser humano resulta de una relación entre lo Infinito (Noumena, espíritu, eterno) y lo Finito (Fenómenos, cuerpo, temporal). Esto no crea un verdadero yo, ya que un humano puede vivir sin un "yo" como él lo define. En cambio, el Sí mismo o capacidad para que el yo sea creado a partir de una relación con el Absoluto o Dios (el Sí mismo solo puede realizarse a través de una relación con Dios) surge como una relación entre la relación de lo Finito y lo Infinito en relación con lo humano. . Esta sería una relación positiva.
Una persona individual, para Kierkegaard, es un particular que ninguna fórmula o definición abstracta puede captar jamás. Incluir al individuo en "el público" (o "la multitud" o "la manada") o subsumir a un ser humano como simplemente un miembro de una especie es una reducción del verdadero significado de la vida para los individuos. Lo que la filosofía o la política intentan hacer es categorizar y encasillar a los individuos por características de grupo, cada uno con sus propias diferencias individuales. En Four Upbuilding Discourses, 1843 Kierkegaard dice que las diferencias no son importantes, la semejanza con Dios es lo que trae igualdad.

En los lugares sagrados, en toda visión edificante de la vida, surge en el alma de una persona el pensamiento que le ayuda a librar la buena batalla con carne y hueso, con principados y potestades, y en la lucha por liberarse por la igualdad ante Dios, ya sea esta batalla es más una guerra de agresión contra las diferencias que quieren estorbarlo con favoritismos mundanos o una guerra defensiva contra las diferencias que quieren ponerlo ansioso en la perdición mundana. Solo así la igualdad es la ley divina, solo así la lucha es la verdad, solo así la victoria tiene validez, solo cuando el individuo individual lucha por sí mismo consigo mismo dentro de sí mismo y no presume irrazonablemente de ayudar al Todo el mundo para obtener la igualdad exterior, que es de muy poco beneficio, tanto menos porque nunca existió, si no por otra razón que todos vendrían a agradecerle y hacerse desiguales ante él, sólo así es la igualdad lo divino ley.

Producir semejanza entre las personas en el mundo, distribuir a las personas, si es posible por igual, las condiciones de la temporalidad, es en verdad algo que preocupa en gran medida a la mundanalidad. Pero incluso lo que podemos llamar el esfuerzo mundano bien intencionado en este sentido nunca llega a un entendimiento con el cristianismo. La mundanalidad bien intencionada permanece piadosamente, por así decirlo, convencida de que debe haber una condición temporal, una disimilitud terrenal, encontrada por medio de cálculos y encuestas o de cualquier otra manera, que es  igualdad.

### Pathos (pasión)
Para Kierkegaard, para aprehender lo absoluto, la mente debe vaciarse radicalmente de contenido objetivo. Sin embargo, lo que apoya este vaciamiento radical es el deseo de lo absoluto. Kierkegaard llama a este deseo "Pasión".
De acuerdo con esta filosofía, algunos eruditos han establecido similitudes entre el concepto de  estoicos de Apatheia y la Verdad Subjetiva como la forma más elevada de Sabiduría. Para los estoicos, Pathos (Pasión) es una Perturbación que el hombre debe superar de manera similar al concepto de Verdad Objetiva de Kierkegaard.
Según Kierkegaard, el yo humano desea aquello que está más allá de la razón. El deseo mismo parece ser un deseo de infinito, como escribió Platón. Incluso el deseo de propagarse, según Platón, es una especie de deseo de inmortalidad, es decir, deseamos vivir en el tiempo a través de nuestros hijos y sus hijos. El amor erótico en sí mismo aparece como un ejemplo de este deseo por algo más allá de lo puramente finito. Es una muestra de lo que podría ser, si pudiera continuar más allá de los límites de tiempo y espacio. Como implica la analogía, los humanos buscan algo más allá del aquí y ahora. Sin embargo, la pregunta sigue siendo: ¿por qué el patetismo o la pasión humanos son lo más preciado? De alguna manera, podría tener que ver con nuestro estatus como seres existenciales. No es el pensamiento lo que nos lleva a través de la vida, es la acción; y lo que motiva y sostiene la acción es la pasión, el deseo de superar las dificultades, el dolor y el sufrimiento. También es la pasión la que nos permite morir por ideales en nombre de una realidad superior. Mientras que un científico puede ver esto como una simple emoción o un simple deseo animal, Kierkegaard lo ve como aquello que se une a la fuente de la vida misma. Para Kierkegaard, toda acción cristiana debe tener su fundamento en el amor, que es una pasión.

Si alguien no está dispuesto a aprender del cristianismo a amarse a sí mismo de la manera correcta, tampoco puede amar al prójimo. Quizás pueda mantenerse unido a otra o algunas otras personas, "en las buenas y en las malas", como se le llama, pero esto de ninguna manera es amar al prójimo. Amarse a uno mismo de la manera correcta y amar al prójimo se corresponden perfectamente entre sí, fundamentalmente son una y la misma cosa. Cuando la Ley "como tú mismo" te ha arrebatado el amor propio que, lamentablemente, el cristianismo debe presuponer estar en cada ser humano, entonces has aprendido a amarte a ti mismo. Por tanto, la Ley es: te amarás a ti mismo de la misma manera que amas a tu prójimo cuando lo amas como a ti mismo.

Quien tenga algún conocimiento de las personas, ciertamente admitirá que así como muchas veces ha deseado poder moverlas a renunciar al amor propio, también ha tenido que desear que fuera posible enseñarles a amarse a sí mismos. Cuando el bullicioso desperdicia su tiempo y sus poderes al servicio de los inútiles, wikt: inconsecuente: inconsecuente actividades, ¿no es porque no ha aprendido ed correctamente a amarse a sí mismo? Cuando la persona de mente ligera se lanza casi como un  nonentity a la locura del momento y no hace nada al respecto, ¿no es porque no sabe cómo amarse a sí mismo correctamente?
Cuando la persona deprimida desea librarse de la vida, es más, de sí mismo, ¿no es porque no está dispuesto a aprender a amarse a sí mismo con seriedad y rigor? Cuando alguien se rinde a la  desesperación porque el mundo u otra persona lo ha dejado traicionado sin fe, ¿cuál es entonces su culpa (su sufrimiento inocente no se menciona aquí) excepto no amarse a sí mismo de la manera correcta? Cuando alguien, que se atormenta a sí mismo, piensa en hacerle un servicio a Dios torturándose a sí mismo, ¿cuál es su pecado, excepto no querer amarse a sí mismo de la manera correcta? Y si, ay, una persona presuntuosamente se impone violentamente a sí misma, ¿no es su pecado precisamente este, que no se ama a sí mismo correctamente en el sentido en que una persona "debería" amarse a sí misma?

Oh, se habla mucho en el mundo sobre la traición y la falta de fe, y, Dios nos ayude, lamentablemente es demasiado cierto, pero aun así, nunca olvidemos que el traidor más peligroso de todos es el de todos. La persona tiene dentro de sí misma. Esta traición, ya sea que consista en amarse egoístamente a uno mismo o en egoístamente no querer amarse a sí mismo de la manera correcta, esta traición es ciertamente un secreto. No se lanza ningún grito como suele ocurrir en el caso de la traición y la falta de fe. Pero, ¿no es, por tanto, tanto más importante que se recuerde una y otra vez la doctrina del cristianismo de que una persona debe amar a su prójimo como a sí misma, es decir, como debe amarse a sí misma? … Amarás — esta, entonces es la palabra del  Ley real.

También se puede mirar esto desde la perspectiva de cuál es el significado de nuestra existencia. ¿Por qué sufrir lo que han sufrido los humanos, el dolor y la desesperación? ¿Qué significado puede tener todo esto? Para Kierkegaard, no hay sentido a menos que la pasión, las emociones y la voluntad de los humanos, tenga una fuente divina.
La pasión está estrechamente alineada con la fe en el pensamiento de Kierkegaard. La fe como pasión es lo que impulsa a los humanos a buscar la realidad y la verdad en un mundo trascendente, aunque todo lo que podemos conocer intelectualmente habla en contra. Vivir y morir por una creencia, apostar todo lo que uno tiene y está en la creencia en algo que tiene un significado más elevado que cualquier otra cosa en el mundo, esto es creencia y pasión en su máxima expresión.
Kierkegaard escribió sobre la tarea del pensador subjetivo en su "Postdata final no científica". La razón intelectual había sido deificada por Hegel en su teología y Kierkegaard sintió que esto conduciría a la objetivación de la religión.

Hay un viejo proverbio: "oratio, tentatio, meditatio, faciunt theologum" oración, prueba, meditación, haz un teólogo. De manera similar, para un pensador subjetivo, se requieren imaginación, sentimiento y dialéctica en la existencia-interioridad apasionada. Pero primero y último, la pasión, porque para una persona existente es imposible pensar en la existencia sin apasionarse, por cuanto existir es una contradicción prodigiosa de la que el pensador subjetivo no debe abstraerse, pues entonces es fácil, pero en la que es permanecer. En una dialéctica histórica mundial, los individuos se desvanecen en la humanidad; en una dialéctica como esa es imposible descubrirnos a ti ya mí, un ser humano individual existente, aunque se inventen nuevas lupas para el hormigón. El pensador subjetivo es un dialéctica ian orientado al existencial; tiene la pasión intelectual para mantener firme la disyunción cualitativa. Pero, por otro lado, si la disyunción cualitativa se usa llana y simplemente, si se aplica de manera totalmente abstracta al individuo humano ser, entonces uno puede correr el ridículo riesgo de decir algo infinitamente decisivo, y de acertar en lo que se dice, y aún no decir la más mínima cosa. Por lo tanto, en el sentido psicológico es realmente notable ver que la disyunción absoluta se usa engañosamente simplemente para la evasión. Cuando se aplica la pena de muerte a todos los delitos, el resultado es que no se castiga ningún delito. Lo mismo ocurre con la disyunción absoluta cuando se aplica llana y simplemente; es como una letra muda: no se puede pronunciar o, si se puede pronunciar, no dice nada. El  subjetivo  pensador, por tanto, tiene con  pasión intelectual la disyunción absoluta como perteneciente a la existencia, pero la tiene como decisión final que impide todo de terminar en una cuantificación. Por lo tanto, lo tiene fácilmente disponible, pero no de tal manera que al recurrir a él de manera abstracta, simplemente frustra la existencia. El pensador subjetivo, por lo tanto, tiene también estética pasión y ética pasión, por lo que se gana la concreción. Todas las cuestiones de existencia son apasionadas, porque la existencia, si uno se vuelve consciente de ella, implica pasión. Pensar en ellos para dejar de lado la pasión es no pensar en ellos en absoluto, es olvidar el hecho de que uno es uno mismo y la persona existente. Sin embargo, el pensador subjetivo no es un poeta incluso si también es un poeta, no es un ético incluso si también es un ético, sino que también es un dialéctico y él mismo existe esencialmente, mientras que la existencia del poeta no es esencial en relación con el poema. e igualmente la del ético en relación con la enseñanza, y la del dialéctico en relación con el pensamiento. El pensador subjetivo no es un científico-estudioso; él es un artista. Existir es un arte. El pensador subjetivo es lo suficientemente estético para que su vida tenga un contenido estético, lo suficientemente ético para  regular, lo suficientemente dialéctico en el pensamiento para dominarlo. La tarea del pensador subjetivo es entenderse a sí mismo en la existencia.

### Subjectividad
Johannes Climacus, en  Postdata final no científica a los fragmentos filosóficos , escribe la siguiente línea críptica: "Subjetividad es la Verdad". Para comprender el concepto de individuo de Climacus, es importante observar lo que dice sobre la subjetividad. ¿Qué es la subjetividad? En términos muy toscos, la subjetividad se refiere a lo que es personal para el individuo, lo que hace que el individuo "sea quien es a diferencia de los demás". Otra forma de interpretar la subjetividad es la relación "única" entre el sujeto y el objeto.
Johann Fichte escribió de manera similar sobre la subjetividad en su libro de 1799 La vocación del hombre:

Sin embargo, debo recordar a mi lector que el "yo" que habla en el libro no es el autor mismo, pero es su más sincero deseo que el lector asuma él mismo este carácter, y que no se contente con una mera historia histórica. comprensión de lo que aquí se dice, pero real y verdaderamente, durante la lectura, conversar consigo mismo, deliberar, sacar conclusiones y formar resoluciones, como su representante en el libro, y, por su propio trabajo y reflexión, desarrollado a partir de su propio alma, y construye dentro de sí mismo, ese modo de pensamiento cuya mera imagen se le presenta en la obra.

Los científicos e historiadores, por ejemplo, estudian el mundo objetivo con la esperanza de obtener la verdad de la naturaleza, o quizás la verdad de la historia. De esta manera, esperan predecir cómo se desarrollará el futuro de acuerdo con estas leyes. En términos de historia, al estudiar el pasado, el individuo tal vez pueda obtener las leyes que determinan cómo se desarrollarán los eventos; de esta manera, el individuo puede predecir el futuro con más exactitud y quizás tomar el control de los eventos que en el pasado parecían estar fuera el control de los humanos.
En la mayoría de los aspectos, Climacus no tuvo problemas con la ciencia o el esfuerzo científico. No dejaría de tener en cuenta la importancia del conocimiento objetivo. Donde el científico o el historiador encuentra certeza, sin embargo, Climacus señaló con mucha precisión que los resultados en la ciencia cambian como las herramientas de observación cambian. Pero el interés especial de Climacus estaba en la historia. Sus ataques más vehementes se produjeron contra aquellos que creían que habían entendido la historia y sus leyes y, al hacerlo, podían determinar cuál es el verdadero yo de un ser humano. Es decir, la suposición es que al estudiar historia, alguien puede llegar a saber quién es realmente como persona. Kierkegaard acusó especialmente a la filosofía de Hegel de caer presa de esta suposición. Explicó esto en  Posdata final no científica :

Es el espíritu existente el que pregunta sobre la verdad, presumiblemente porque quiere existir en ella, pero en cualquier caso el interrogador es consciente de ser un ser humano individual existente. De esta manera creo que puedo hacerme comprensible para todos los griegos y para cada  racional ser humano. Si un filósofo alemán sigue su inclinación a hacer un acto y primero se transforma en algo superracional, tal como los alquimistas y hechiceros se desenvuelven fantásticamente, para responder a la pregunta sobre la verdad de una manera extremadamente satisfactoria, esto ya no tiene importancia. para mí que su satisfactoria respuesta, que sin duda es extremadamente satisfactoria, si uno está fantásticamente vestido. Pero si un filósofo alemán está o no haciendo esto, puede ser fácilmente determinado por cualquiera que con entusiasmo concentre su alma en estar dispuesto a dejarse guiar por un sabio de ese tipo, y sin crítica simplemente use su guía de manera obediente al querer formar su existencia según él. Cuando una persona como aprendiz se relaciona con entusiasmo de esta manera con un profesor de alemán como este, logra el epigrama más soberbio sobre él, porque un especulador de ese tipo es cualquier cosa menos servido por el celo honesto y entusiasta de un aprendiz por expresar y lograr, por apropiarse existencialmente de su sabiduría, ya que esta sabiduría es algo que el propio Herr Professor ha imaginado y ha escrito libros pero nunca lo ha intentado él mismo. Ni siquiera se le ha ocurrido que debería hacerse. Como el dependiente de los clientes que, creyendo que su negocio era simplemente escribir, escribió lo que él mismo no sabía leer, así hay pensadores especulativos que simplemente escriben, y escriben lo que, si se va a leer con la ayuda de la acción. , si se me permite decirlo de esa manera, resulta ser una tontería, a menos que quizás esté destinado sólo a seres fantásticos.

Hegel quería filosofar sobre el cristianismo, pero no tenía ninguna intención de convertirse en cristiano. Para Climacus, el individuo llega a saber quién es mediante una búsqueda intensamente personal y apasionada de lo que dará sentido a su vida. Como individuo existente, que debe aceptar la vida cotidiana, superar sus obstáculos y reveses, que debe vivir y morir, el individuo tiene una vida que nadie más vivirá jamás. Al lidiar con lo que la vida le trae, el individuo debe enfrentarlo con todos sus recursos psicofísicos.
La subjetividad es lo que tiene el individuo —y nadie más—. Pero, ¿qué significa tener algo como esto? No se puede entender de la misma manera que tener un coche o una cuenta bancaria. Significa ser alguien que se está convirtiendo en alguien; significa ser una persona con un pasado, un presente y un futuro. Nadie puede tener el pasado, el presente o el futuro de un individuo. Diferentes personas experimentan esto de diversas maneras; estas experiencias son únicas, no las de nadie más. Tener un pasado, un presente y un futuro significa que una persona es un individuo existente, que una persona puede encontrar significado en el tiempo y existiendo. Los individuos no creen que existan, nacen. Pero una vez nacido y pasado cierta edad, el individuo comienza a tomar decisiones en la vida; ahora esas elecciones pueden ser suyas, de sus padres, de la sociedad, etc. El punto importante es que para existir, el individuo debe tomar decisiones: el individuo debe decidir qué hacer en el momento siguiente y en el futuro. Lo que el individuo elija y cómo elija definirá quién y qué es, para sí mismo y para los demás. Kierkegaard lo expresó de esta manera en  Obras de amor , 1847:

Somos realmente reacios a convertir a un joven en arrogante prematuramente y enseñarle a ocuparse juzgando al mundo. Dios no permita que cualquier cosa que digamos pueda contribuir a desarrollar esta enfermedad en una persona. En efecto, pensamos que deberíamos hacer su vida tan enérgicamente por dentro que desde el principio tenga algo más en qué pensar, porque sin duda es un odio morboso al mundo que, quizás sin haber considerado la enorme responsabilidad, quiere ser. perseguido. Pero, por otro lado, también somos verdaderamente reacios a engañar a un joven reprimiendo la dificultad y reprimiéndola en el mismo momento en que nos esforzamos por recomendar el cristianismo, ya que ese es el momento mismo en que hablamos. Confiamos en atrevernos valientemente a alabar el cristianismo, además de que en el mundo su recompensa, por decirlo suavemente, es la ingratitud. Consideramos que es nuestro deber hablar continuamente de ello con anticipación, de modo que a veces no elogiemos al cristianismo omitiendo lo que es esencialmente difícil, y otras veces, tal vez con motivo de un texto en particular, damos con algunos motivos. de comodidad para la persona probada en la vida. No, solo cuando se alaba con más fuerza al cristianismo, la dificultad debe enfatizarse simultáneamente. (….) Cristianamente, la oposición del mundo está en una relación esencial con la interioridad del cristianismo. Además, la persona que elige el cristianismo debe en ese mismo momento tener una impresión de su dificultad para que pueda saber qué es lo que está eligiendo.

El objetivo de la vida, según Sócrates, es conocerte a ti mismo. Conocerse a uno mismo significa ser consciente de quién es, qué puede ser y qué no puede ser. Kierkegaard usa la misma idea que Sócrates usó en sus propios escritos. Él le hace las siguientes preguntas al que quiere ser un solo individuo en su libro de 1847, `` Edificando discursos en varios espíritus :

Todos deben rendir cuentas a Dios como individuos; el rey debe rendir cuentas a Dios como individuo, y el mendigo más miserable debe rendir cuentas a Dios como individuo, para que nadie sea arrogante por ser más que un individuo, para que nadie piense abatidamente que no es un individuo, tal vez porque en el ajetreo del mundo ni siquiera tiene un nombre, sino que está designado solo por un número. ¿Qué otra cosa, en verdad, es la contabilidad de la eternidad que la voz de la conciencia se instale eternamente en su derecho eterno de ser la única voz? ... ¿Estás viviendo ahora de tal manera que eres consciente de ser un solo individuo y así consciente de tu eterna responsabilidad ante Dios; ¿Estás viviendo de tal manera que esta conciencia pueda adquirir el tiempo, la quietud y la libertad para apartarse de la vida, de una ocupación honorable, de una feliz vida doméstica? Por el contrario, esa conciencia apoyará, transfigurará e iluminará tu conducta en el relaciones de la vida. No debe retirarse y sentarse a cavilar sobre su contabilidad eterna, en la que sólo asume una nueva responsabilidad. Encontrará más y más tiempo para sus deberes y tareas, mientras que la preocupación por su responsabilidad eterna le impedirá estar ocupado y participar activamente en todo lo posible, una actividad que se puede llamar una pérdida de tiempo ... ¿Ha tomado una decisión sobre cómo desea realizar su trabajo, o está continuamente en dos mentes porque quiere estar de acuerdo con la multitud? ¿Se apega a su oferta, no desafiante, no desanimado, sino eternamente preocupado; ¿Continúas pujando por lo mismo sin cambios y quieres comprar solo lo mismo mientras se cambian los términos de diversas maneras? ... ¿No escondes nada sospechoso en tu alma, de modo que aún desearías que las cosas fueran diferentes? para que te atrevas como un ladrón a apoderarte de la recompensa, te atrevas a exhibirla, te atrevas a señalarla; de modo que desearías que la adversidad no existiera porque restringe en ti el egoísmo que, aunque reprimido, te engaña tontamente haciéndote pensar que si tienes suerte harías algo por el bien de lo que valdría la pena hablar, te engaña a olvidando que la persona sabia devota no desea que la adversidad desaparezca cuando le sobreviene porque obviamente no puede saber si realmente no será bueno para él, en olvidar que la persona sabia devota obtiene su victoria más hermosa cuando el poderoso que lo persiguió quiere , como dicen, para perdonarlo, y el sabio responde: No puedo desearlo incondicionalmente, porque no puedo saber definitivamente si la persecución no será realmente buena para mí. ¿Estás haciendo el bien solo por miedo al castigo, de modo que frunces el ceño incluso cuando quieres el bien, de modo que en tus sueños por la noche deseas que el castigo se vaya y en esa medida también el bien, y en tus ensoñaciones te engañas a ti mismo en ¿pensando que se puede servir al bien con una mente servil?

La subjetividad viene con la conciencia de mí mismo como yo. Abarca los recursos emocionales e intelectuales con los que nace el individuo. La subjetividad es lo que es el individuo como ser humano. Ahora bien, el problema de la subjetividad es decidir cómo elegir: ¿qué reglas o modelos utilizará el individuo para tomar las decisiones correctas? ¿Cuáles son las opciones correctas? ¿Quién define bien? Para ser verdaderamente un individuo, para ser fiel a sí mismo, sus acciones deben expresarse de alguna manera de manera que describan quién y qué es él para sí mismo y para los demás. El problema, según Kierkegaard, es que debemos elegir quiénes y qué nos basaremos en intereses subjetivos: el individuo debe tomar decisiones que signifiquen algo para él como un ser que razona y siente.
Kierkegaard decidió subir al Árbol del conocimiento del bien y del mal por sí mismo, reemplazando a Adán, y hacer su elección en la presencia de Dios, donde no había nadie para acusar ni juzgarlo a él sino a su Creador. Esto es lo que hizo que Abraham hiciera en "Miedo y temblor". Así es como Kierkegaard pensaba que se produce el aprendizaje de uno mismo. Aquí es donde el individuo aprende sobre  culpa e inocencia. Su libro, "El concepto de ansiedad", deja en claro que Adam tenía conocimiento cuando hizo su elección y ese era el conocimiento de la libertad. La prohibición estaba ahí, pero también la libertad y Eva y Adán decidieron usarla.
En el significado de Kierkegaard, las afirmaciones puramente teológicas son verdades subjetivas y no pueden ser verificadas ni invalidadas por la ciencia, es decir, a través del conocimiento objetivo. Para él, elegir si uno está a favor o en contra de una determinada verdad subjetiva es una elección puramente arbitraria. Él llama al salto del conocimiento objetivo a la fe religiosa un acto de fe, ya que significa aceptar subjetivamente declaraciones que no pueden justificarse racionalmente. Para él, la fe cristiana es el resultado de la trayectoria iniciada por tales elecciones, que no tienen ni pueden tener un fundamento racional (lo que significa que la razón no está ni a favor ni en contra de esas elecciones). Las afirmaciones puramente teológicas consideradas objetivamente no son ni verdaderas ni falsas.

### Tres etapas de la vida
Los primeros eruditos estadounidenses de Kierkegaard intentaron reducir la complejidad de la autoría de Kierkegaard centrándose en tres niveles de existencia individual, que son nombrados de pasada por uno de los seudónimos de Kierkegaard, Johannes Climacus, quien escribió  Postdata no científica concluyente . Aunque las etapas representan solo una forma de interpretar el pensamiento de Kierkegaard, se ha convertido en una forma popular de presentar su autoría. En los círculos de Europa continental, la teoría de las etapas nunca se afianzó de la misma manera. Esto tipifica lo que Kierkegaard estuvo hablando a lo largo de su carrera como escritor. Los "primeros eruditos estadounidenses" y los "círculos europeos" denotan particiones de pensamiento relativas a los escritos de sus obras. Estaba en contra de "reflejarse a sí mismo fuera de la realidad" y dividir el "mundo del espíritu" porque el mundo del espíritu no se puede dividir objetivamente. Hegel escribió sobre sus etapas en su libro, `` Conferencias sobre la filosofía de la religión  y Kierkegaard respondió en su Postdata no científica a los fragmentos filosóficos de 1846:

Estas etapas pueden compararse con las de las edades del hombre. El niño está todavía en la unidad primordial e inmediata de la voluntad con la naturaleza, como representante tanto de su propia naturaleza como de la naturaleza que lo rodea. La segunda etapa, la adolescencia, cuando la individualidad está en proceso de independizarse, es la espiritualidad viva, la vitalidad del Espíritu, que sin ponerle fin todavía, avanza, tiene aspiraciones y se interesa por todo lo que le llega. camino. El tercero es la edad adulta; este es el período de trabajo para un fin particular, al que el hombre se somete servilmente, al que dedica sus energías. Finalmente, la vejez podría ser considerada como una última etapa, que teniendo como fin lo Universal ante sí, y reconociendo este fin, se ha apartado de los intereses particulares de la vida y el trabajo hacia el fin universal, el fin final absoluto, y ha por así decirlo, se reunió en los amplios y múltiples intereses de la existencia exterior real y se concentró en las infinitas profundidades de su vida interior. Tales son las determinaciones que se derivan de manera lógica de la naturaleza de la Noción. Al final se hará evidente que incluso la inmediatez original no existe como inmediatez, sino que es algo postulado. El niño mismo es algo engendrado.

En el mundo del espíritu, las diferentes etapas no son como ciudades en un viaje, sobre las cuales está bien que el viajero diga directamente, por ejemplo: Salimos de Pekín y llegamos a Cantón y estuvimos en Cantón el día catorce. Un viajero así cambia de lugar, no a sí mismo; y por lo tanto está bien que él mencione y relate el cambio de una forma directa y sin cambios. Pero en el mundo del espíritu cambiar de lugar es cambiarse uno mismo, y hay toda la seguridad directa de haber llegado aquí y hay un intento a la  Munchausen. La presentación en sí demuestra que uno ha llegado a ese lugar lejano en el mundo del espíritu. ... El seudónimo autor y yo junto con ellos éramos  subjetivo. No pido nada mejor que ser conocido en nuestros tiempos "objetivos" como la única persona que no fue capaz de ser objetivo. Que la subjetividad, la interioridad, es la verdad, que el existir es el factor decisivo, que ese era el camino a llevar al cristianismo, que es precisamente la interioridad, pero tenga en cuenta, no toda la interioridad, por lo que definitivamente hubo que insistir en las etapas preliminares. -Esa fue mi idea, pensé que había encontrado un esfuerzo similar en los escritos seudónimos, y he tratado de aclarar mi interpretación de ellos y su relación con mis   Fragmentos .

En una interpretación popular de la teoría de las etapas, cada uno de los llamados niveles de existencia envuelve a los que están por debajo de ella: una persona ética todavía es capaz de disfrutar estéticamente, por ejemplo, y una persona religiosa todavía es capaz de disfrutar de un disfrute estético y un deber ético. Las diferencias entre estas formas de vida son internas, no externas y, por lo tanto, no hay signos externos que uno pueda señalar para determinar en qué nivel está viviendo una persona. Esta relación interna y externa es comúnmente determinada por un individuo al mirar a otros para medir la acción de uno, Kierkegaard creía que uno debería mirar a sí mismo y en esa relación mirar a Cristo como el ejemplo en lugar de mirar a los demás porque cuanto más miras a los demás, la menos te ves a ti mismo. Esto hace que sea más fácil degradar a su prójimo en lugar de amarlo. Pero uno debe amar a la persona que ve, no a la persona que desea ver. O ama a la persona que ves porque esa persona es la persona que es o deja de hablar de amar a todos.

Volver a las   Etapas . Es marcadamente diferente de "O bien / o" por una  tripartición. Hay tres etapas, una estética, una ética, una religiosa, pero no  abstracto como el mediato inmediato, la unidad, sino concretas en la calificación de las categorías de existencia como placer-perdición, acción-victoria, sufrimiento. . Pero a pesar de esta tripartición, el libro es, sin embargo, una o la otra. Es decir, las etapas ética y religiosa tienen una relación esencial entre sí. La insuficiencia de "Either / Or" es simplemente que el trabajo terminó éticamente, como se ha demostrado. En  Etapas  eso se ha dejado claro, y lo religioso se mantiene en su lugar... Una historia de sufrimiento; el sufrimiento es la categoría religiosa. En "Etapas" el esteta ya no es un tipo inteligente que frecuenta la sala de estar de B, un hombre esperanzado, etc., porque todavía es sólo una posibilidad; no, él es existente existenciador. "Es exactamente lo mismo que O lo uno o lo otro". Constantin Constantius y el Joven colocados juntos en Quidam del experimento. (Humor avanzado.)

#### Etapa uno: estética
Kierkegaard estaba interesado en la estética, y a veces se le conoce como el "poeta-filósofo" debido a la forma apasionada en la que abordó la filosofía. Pero a menudo se dice que está interesado en mostrar la insuficiencia de una vida vivida completamente en el nivel estético. La vida estética se define de muchas formas diferentes en la autoría de Kierkegaard, incluida una vida definida por el disfrute intelectual, el deseo sensual y la inclinación a interpretarse a sí mismo como si estuviera "en el escenario". Hay muchos grados de esta existencia estética y, por tanto, es difícil ofrecer una única definición. En el fondo, uno podría ver el estilo de vida puramente irreflexivo. En la parte superior, podemos encontrar aquellas vidas que se viven de manera reflexiva, independiente, crítica y socialmente apática. Pero muchos intérpretes de Kierkegaard creen que la mayoría de la gente vive en la etapa estética menos reflexiva, con sus vidas y actividades guiadas por las tareas y preocupaciones cotidianas. Menos personas guiadas estéticamente son del tipo reflexivo. Ya sea que esas personas lo sepan o no, sus vidas inevitablemente conducirán a la desesperación total. El autor de Kierkegaard  A  es un ejemplo de un individuo que vive la vida estética.

Te encanta lo accidental. Una sonrisa de una chica guapa en una situación interesante, una mirada robada, eso es lo que estás buscando, ese es un motivo de tu fantasía sin rumbo. Usted, que siempre se enorgullece de ser un observador, debe, a cambio, tolerar convertirse en un objeto de observación. Ah, eres un tipo extraño, un momento un niño, al siguiente un anciano; en un momento estás pensando seriamente en los problemas académicos más importantes, en cómo dedicarás tu vida a ellos, y al siguiente eres un tonto enamorado. Pero estás muy lejos del matrimonio.

Considere, su vida está pasando; También para ti llegará el momento en que tu vida llegue a su fin, cuando ya no se te muestren más posibilidades en la vida, cuando quede solo el recuerdo, el recuerdo, pero no en el sentido en que amas. tanto, esta mezcla de ficción y verdad, pero el recuerdo ferviente y fiel de tu conciencia. Tenga en cuenta que no abre una lista para usted, presumiblemente no de crímenes reales sino de posibilidades desperdiciadas, imágenes de enfrentamiento que le será imposible alejar. La agilidad intelectual que posees es muy agradable para los jóvenes y distrae la atención durante un tiempo. Nos asombra ver a un payaso cuyas articulaciones están tan sueltas que todas las restricciones del paso y la postura del hombre se anulan. Eres así en un sentido intelectual; tan bien puede pararse de cabeza como de pie. Todo es  posible para ti, y puedes sorprenderte a ti mismo y a los demás con esta posibilidad, pero no es saludable, y para tu propia tranquilidad te ruego que te cuides de lo que es una ventaja para ti terminar convirtiéndose en una maldición. Cualquier hombre que tenga una convicción no puede, a su gusto, poner todo patas arriba de esta manera. Por tanto, no les advierto contra el mundo, sino contra ustedes mismos y el mundo contra ustedes.

#### Etapa dos: ético
El segundo nivel de existencia es el ético. Aquí es donde un individuo comienza a tomar una verdadera dirección en la vida, se vuelve consciente y personalmente responsable de  el bien y el mal y se compromete con uno mismo y los demás. Las acciones de uno en este nivel de existencia tienen una consistencia y coherencia de las que carecían en la esfera previa de existencia. Para muchos lectores de Kierkegaard, la ética es fundamental. Llama a cada individuo a tener en cuenta su vida y escudriñar sus acciones en términos de absoluta responsabilidad, que es lo que Kierkegaard llama arrepentimiento. Si comparamos la idea de ética de Kierkegaard con el sistema védico de los cuatro objetivos de la vida, este sistema ético probablemente se correlaciona más con Dharma - siguiendo esta o aquella religión, un conjunto de reglas, leyes, etc. dharma ", aunque el dharma también es una ley).

"Judge Wilhelm", un autor seudónimo de "Either / Or" y la voz que define la conciencia ética, sostiene que el compromiso de asumir la responsabilidad de las propias elecciones debe hacerse de forma individual. Asumir la responsabilidad de las diversas relaciones en las que se encuentra un individuo es una posibilidad abierta a todo ser humano, pero no se sigue que todo ser humano elija hacerlo de forma natural. El significado de la vida de una persona para Wilhelm depende de cómo asume la responsabilidad de sus elecciones actuales y futuras, y de cómo se apropia de las elecciones que ya ha hecho. Para Wilhelm, la persona gobernada éticamente se responsabiliza de las acciones pasadas, algunas buenas y otras malas, busca la coherencia y se toma en serio la obligación de vivir de manera apasionada y devota.

#### Etapa tres: religiosa
Lo ético y lo religioso están íntimamente conectados: una persona puede ser éticamente seria sin ser religiosa, pero la etapa religiosa incluye la ética. Mientras que vivir en la esfera ética implica un compromiso con algún  moral absoluta, vivir en la esfera religiosa implica un compromiso y una relación con el Dios cristiano. Kierkegaard explicó esto en  Postdata no científica final.
Los seudónimos kierkegaardianos que hablan de la teoría de las etapas consideran que la religión es la etapa más alta de la existencia humana. En una discusión sobre la vida religiosa, uno de los seudónimos de Kierkegaard, Johannes Climacus, distingue dos tipos dentro de esta etapa, que han sido llamados "Religiosidad A" y "Religiosidad B". Un tipo está simbolizado por el filósofo griego filosofía griega Sócrates, cuya búsqueda apasionada de la verdad y la conciencia individual entró en conflicto con su sociedad. Otro tipo de religiosidad se caracteriza por la comprensión de que el individuo es pecador lleno y es la fuente de la falsedad. Con el tiempo, a través de la revelación y en relación directa con la paradoja que es Jesús, el individuo comienza a ver que su salvación eterna descansa sobre una paradoja -  Dios, el trascendente, llegando al tiempo en forma humana para redimir a los seres humanos. Para Kierkegaard, la misma noción de que esto ocurriera era escandalosa para la razón humana; de hecho, debe serlo, y si no lo es, entonces uno no comprende verdaderamente la  Encarnación ni el significado de la pecaminosidad humana. Para Kierkegaard, el impulso hacia la conciencia de un poder trascendente en el universo es lo que es la religión. La religión tiene una dimensión social e individual (no solo personal). Pero comienza con el individuo y su conciencia de la pecaminosidad. Aquí hay varias citas de Kierkegaard donde discute su concepto del pecado.

La oposición pecado / fe es la cristiana que transforma todos los conceptos éticos de manera cristiana y destila una decocción más de ellos. En la raíz de la oposición se encuentra la especificación cristiana crucial: ante Dios; y que a su vez tiene la característica cristiana crucial: el absurdo, la paradoja, la posibilidad de ofensa. Y es de suma importancia que esto se demuestre en cada especificación del cristiano, ya que la ofensa es la protección cristiana contra toda filosofía especulativa. ¿En qué, entonces, encontramos aquí la posibilidad de ofensa? En el hecho de que una persona debe tener la realidad de su ser, como un ser humano particular, directamente ante Dios, y en consecuencia, nuevamente, y por la misma razón, que el pecado del hombre debe ser asunto de Dios. Esta noción del ser humano único ante Dios nunca se le ocurre al pensamiento especulativo; sólo universaliza fantásticamente al ser humano particular en la raza humana. Es exactamente por esta razón que a un cristianismo incrédulo se le ocurrió la idea de que el pecado es pecado, que no está ni aquí ni allá si está ante Dios. En otras palabras, quiso deshacerse de la especificación 'ante Dios', y con ese fin inventó una nueva sabiduría, que sin embargo, curiosamente, no era ni más ni menos que lo que generalmente es la sabiduría superior: el antiguo paganismo.

La admisión es solo a través de la conciencia del pecado; querer entrar por cualquier otro camino es alta traición al cristianismo. ... El alma sencilla que humildemente se reconoce pecador, él mismo personalmente (el único individuo), no tiene ninguna necesidad de conocer todas las dificultades que surgen cuando uno no es ni sencillo ni humilde. ... En la medida en que el cristianismo, aterrador, se levantará contra él y se transformará en locura u horror hasta que aprenda a renunciar al cristianismo o, por medio de lo que no es la propedéutica erudita, la apologética, etc., por medio de la angustia de conciencia contrita, todo en proporción a su necesidad, aprende a entrar en el cristianismo por el camino angosto, a través de la conciencia del pecado.

## Pensamientos de Kierkegaard sobre otros filósofos

### Kierkegaard y Fichte

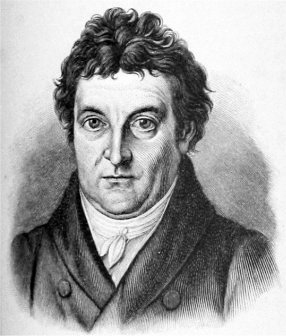
Fichte

Kierkegaard escribió mucho sobre Johann Gottlieb Fichte en su tesis  El concepto de ironía  así como en su primer libro "De omnibus dubitandum est", escrito bajo el seudónimo de Johannes Climacus, y sus Diarios. Fichte escribió el libro "La vocación del hombre" (1800) que pedía una progresión en la vida del ser humano de la duda al conocimiento y luego a la fe. "De omnibus dubitandum est" es de Descartes y significa que hay que dudar de todo. Tanto Kierkegaard como Fichte estaban interesados en esta idea de comenzar tanto con la duda como con la subjetividad. Kierkegaard escribió: "En Fichte, la subjetividad se volvió libre, infinita, negativa. Pero para que la subjetividad saliera de este movimiento de vacío en el que se movía en una abstracción infinita, tenía que ser negada; para que el pensamiento se hiciera actual, tenía que hacerse concreto ".

Toda nuestra época está imbuida de un esfuerzo formal. Esto es lo que nos llevó a ignorar la simpatía y a enfatizar la belleza simétrica, a preferir las relaciones sociales convencionales en lugar de las sinceras. Es todo este esfuerzo el que se denota —para usar las palabras de otro autor— los intentos de Fichte y los otros filósofos de construir sistemas mediante la agudeza mental y el intento de Robespierre de hacerlo con la ayuda de la guillotina. ; es esto lo que nos encuentra en los fluidos versos de mariposa de nuestros poetas y en la música de Auber, y finalmente, es esto lo que produce las muchas revoluciones en el mundo político. Estoy perfectamente de acuerdo con todo este esfuerzo por aferrarse a la forma, en la medida en que sigue siendo el medio a través del cual tenemos la idea, pero no hay que olvidar que es la idea la que debe determinar la forma, no la forma la que determina la forma. ocurrencia. Debemos tener en cuenta que la vida no es algo abstracto sino algo extremadamente individual. No debemos olvidar que, por ejemplo, desde la posición de inmediatez de un genio poético, la forma no es más que el surgimiento de la idea en el mundo, y que la tarea de la reflexión es solo investigar si la idea ha llegado o no. la forma correspondiente. La forma no es la base de la vida, pero la vida es la base de la forma. Imagínese que un hombre enamorado durante mucho tiempo del modo de vida griego hubiera adquirido los medios para organizar un edificio al estilo griego y un establecimiento doméstico griego; si estaría satisfecho o no sería muy problemático, o si pronto preferiría otra forma. simplemente porque no se había probado lo suficiente a sí mismo y al sistema en el que vivía. Pero así como un salto hacia atrás está mal (algo que la época, en general, se inclina a reconocer), también un salto hacia adelante es incorrecto; ambos porque un desarrollo natural no avanza a saltos, y la seriedad de la vida se irradiará sobre cada experimento de este tipo, incluso si tiene éxito momentáneamente.

### Kierkegaard y Hegel

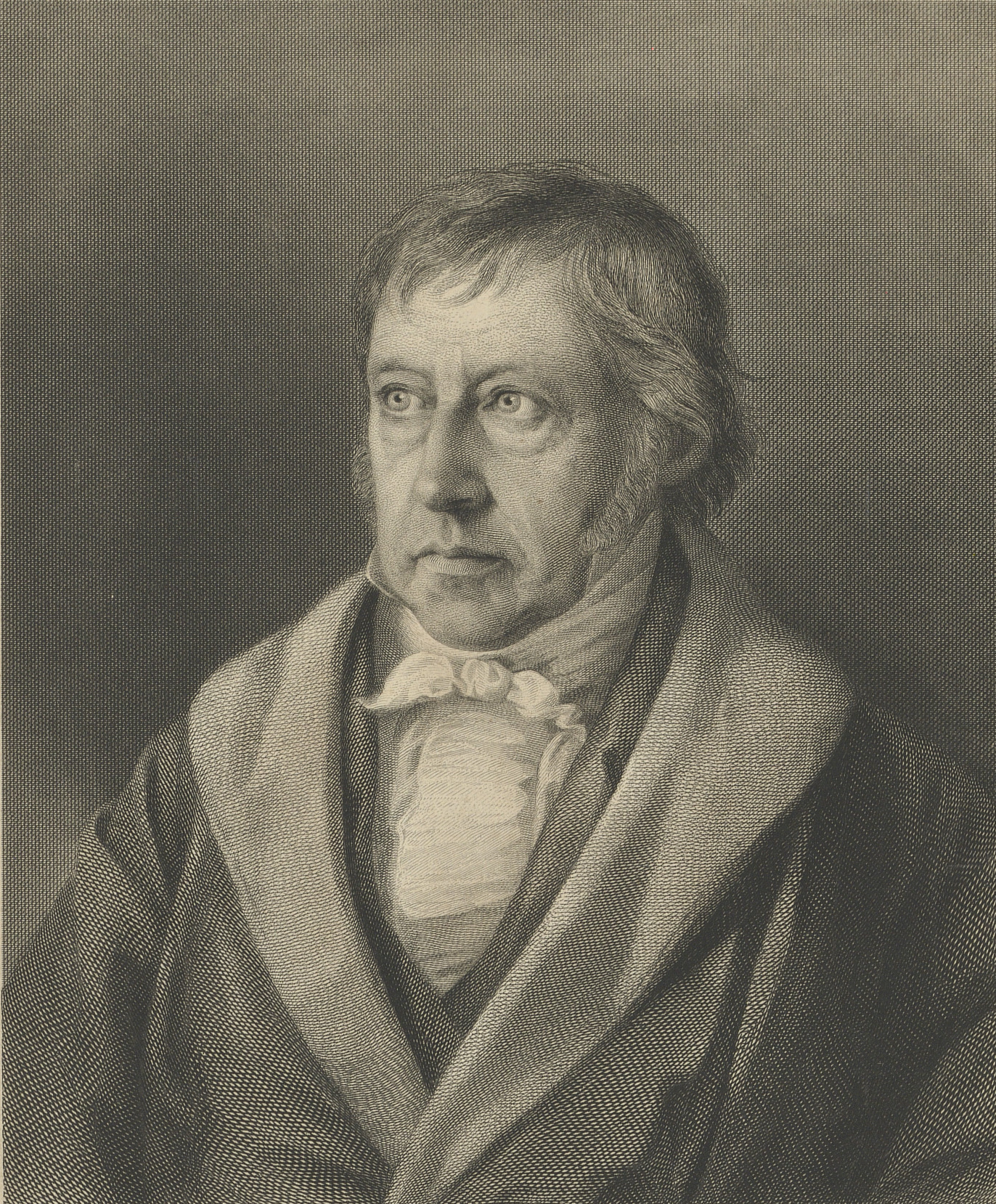
Hegel

Muchos filósofos piensan que una de las mayores contribuciones de Kierkegaard a la filosofía es su crítica de Georg Wilhelm Friedrich Hegel. De hecho, muchas de las obras de Kierkegaard están escritas en respuesta o como crítica a Hegel. Aunque Kierkegaard criticó duramente algunos aspectos de la filosofía hegeliana, su trabajo también muestra que también fue influenciado positivamente por Hegel y que tenía respeto por él mismo.

Ahora todo se pone en marcha y, por lo general, esto también implica hacer popular el sistema: "per systema influxus physici" se apodera de todos los hombres. Es bien conocido cómo Kant fue tratado en su tiempo, y por lo tanto solo necesito mencionar la masa infinita de léxicos, resúmenes, presentaciones populares y explicaciones para todos, etc. Y cómo le fue a Hegel después, Hegel , el filósofo más moderno, ¿quién, debido a su forma rigurosa, probablemente impondría el silencio? ¿No se ha adelantado la trinidad lógica de la manera más ridícula? Y por eso no me asombró que mi zapatero hubiera descubierto que también se podía aplicar al desarrollo de las botas, ya que, como él observa, la dialéctica, que es siempre la primera etapa de la vida, encuentra expresión incluso aquí, por insignificante que sea esta. Puede parecer, en el chirrido, que seguramente no ha escapado a la atención de algún psicólogo investigador más profundo. La unidad, sin embargo, aparece sólo más tarde, en cuyo aspecto sus zapatos superan con creces a todos los demás, que suelen desintegrarse en la dialéctica, unidad que alcanzó el nivel más alto en ese par de botas que Carl XII usó en su famosa cabalgata, y desde que él como un El zapatero ortodoxo partió de la tesis de que lo inmediato (pies sin zapatos, zapatos sin pies) es una pura abstracción y lo tomó lo dialéctico como la primera etapa del desarrollo. ¡Y ahora nuestros políticos modernos! Adoptando verdaderamente a Hegel, han dado un ejemplo sorprendente de cómo se puede servir a dos amos, en el sentido de que su esfuerzo revolucionario se combina con una perspectiva de vida que es un remedio para ella, un excelente remedio para eliminar parte de la ilusión que es necesario para fomentar su fantástico esfuerzo. Y la actualidad del fenómeno seguramente no se negará si se recuerda que las palabras "unidad inmediata o espontánea" aparecen tan necesariamente en todo tratado científico-académico como una morena o una rubia en toda casa romántica bien ordenada. . En el momento feliz, todos recibieron un ejemplar de las Sagradas Escrituras, en el que había un libro que casi siempre era demasiado breve ya veces casi invisible, y este era, lo lamento, los Hechos de los Apóstoles. Y qué curioso es notar que la época actual, cuyo esfuerzo social es bastante pregonado, se avergüenza de los monjes y monjas de la Edad Media, cuando al mismo tiempo, para confinarnos a nuestra propia tierra natal , se ha formado aquí una sociedad que parece abarcar casi todo el reino y en la que un orador empezó así: Queridos hermanos y hermanas. Qué notable verlos censurar a la jesuita de la Edad Media, ya que precisamente el desarrollo liberal, como todo entusiasmo unilateral, ha conducido y debe conducir a eso. Y ahora el cristianismo, ¿cómo se lo ha tratado? Comparto por completo su desaprobación de la forma en que cada concepto cristiano se ha vuelto tan volatilizado, tan completamente disuelto en una masa de niebla, que está más allá de todo reconocimiento. A los conceptos de fe, encarnación, tradición, inspiración, que en el ámbito cristiano han de conducir a un hecho histórico particular, los filósofos optan por dar un significado ordinario completamente diferente, por el cual la fe se ha convertido en la conciencia inmediata, que esencialmente no es nada. Aparte de la vitale Fluidum de la vida mental, su atmósfera y tradición se ha convertido en el contenido de una cierta experiencia del mundo, mientras que la inspiración se ha convertido en nada más que el soplo de Dios del espíritu de vida en el hombre, y la encarnación no es más que la presencia. de una u otra idea en uno o más individuos.

En una entrada de diario hecha en 1844, Kierkegaard escribió:

Si Hegel hubiera escrito toda su lógica y luego hubiera dicho, en el prefacio o en algún otro lugar, que era simplemente un experimento mental en el que incluso había planteado la pregunta en muchos lugares, entonces ciertamente habría sido el pensador más grande. que alguna vez había vivido. Tal como está, es simplemente cómico.
Søren Kierkegaard(Journals, 1844))

Mientras Kierkegaard era estudiante de teología en la Universidad de Copenhague, el hegelianismo se había vuelto cada vez más popular.  Johan Ludvig Heiberg y Hans Lassen Martensen fueron figuras clave en el hegelianismo danés. Kierkegaard comentó en su diario el 17 de mayo de 1843 que los escritos de Heiberg fueron "tomados prestados" de Hegel, lo que implica que Heiberg no habría sido nadie sin Hegel.
Kierkegaard objetó la afirmación de Hegel de que había ideado un sistema de pensamiento que podría explicar la totalidad de la realidad, con un análisis  dialéctica de la historia que abre el camino a este todo. Hegel afirmó que las doctrinas y la historia del cristianismo podrían explicarse como parte del despliegue racional y el desarrollo de nuestra comprensión del mundo natural y nuestro lugar dentro de él. Kierkegaard consideró que la explicación de Hegel del cristianismo como una parte necesaria de la historia del mundo era una distorsión del mensaje cristiano y una mala comprensión de los límites de la razón humana. Intentó refutar este aspecto del pensamiento de Hegel sugiriendo que muchas doctrinas del cristianismo, incluida la doctrina de la Encarnación, un Dios que también es humano, no pueden explicarse racionalmente, pero siguen siendo una paradoja lógica. Sin embargo, estaba a favor de que los jóvenes se esforzaran por alcanzar la verdad.

Dejemos que un joven que dude, pero un escéptico existente con la adorable e ilimitada confianza de la juventud en un héroe de la erudición científica, se aventure a encontrar en la positividad hegeliana la verdad, la verdad de la existencia; él escribirá un epigrama terrible sobre Hegel. No me malentiendas. No quiero decir que todo joven sea capaz de superar a Hegel, ni mucho menos. Si un joven es lo suficientemente engreído y necio como para intentarlo, su ataque es estúpido. No, el joven nunca debe pensar en querer atacarlo; más bien debe estar dispuesto a someterse incondicionalmente a Hegel con devoción femenina, pero no obstante con la fuerza suficiente para aferrarse también a su pregunta; entonces es un satírico sin sospecharlo. El joven es un escéptico existente; continuamente suspendido en duda, se aferra a la verdad para poder existir en ella. En consecuencia, es negativo, y la filosofía de Hegel es, por supuesto, positiva; no es de extrañar que confíe en ella. Pero para una persona existente, el pensamiento puro es una  quimera cuando se supone que la verdad es la verdad en la que existe. Tener que existir con la ayuda de la guía del pensamiento puro es como tener que viajar a Dinamarca con un pequeño mapa de Europa en el que Dinamarca no es más grande que un bolígrafo de acero, de hecho, incluso más imposible. La admiración del joven, su entusiasmo y su confianza ilimitada en Hegel son precisamente la sátira de Hegel. Esto se habría discernido hace mucho tiempo si el pensamiento puro no se hubiera mantenido con la ayuda de una reputación que impresiona a la gente, de modo que no se atrevan a decir nada excepto que es soberbio, que lo han entendido, aunque en cierto sentido que De hecho, es imposible, ya que nadie puede ser inducido por esta filosofía a comprenderse a sí mismo, lo que ciertamente es una condición absoluta para toda otra comprensión. Sócrates ha dicho con bastante ironía que no sabía con certeza si era un ser humano o alguna otra cosa, pero en el confesionario un hegeliano puede decir con toda solemnidad: No sé si soy un ser humano, pero he entendido el sistema. Prefiero decir: sé que soy un ser humano y sé que no he entendido el sistema. Y cuando lo haya dicho muy directamente, añadiré que si alguno de nuestros hegelianos quiere tomarme en la mano y ayudarme a comprender el sistema, nada se interpondrá en mi camino. Para que pueda aprender más, me esforzaré por ser lo más obtuso posible, para no tener, si es posible, una sola presuposición más que mi ignorancia. Y para estar seguro de aprender algo, me esforzaré por ser lo más indiferente posible a todas las acusaciones de no ser científico ni erudito. Existir, si esto se debe entender como cualquier tipo de existencia, no se puede hacer sin pasión.

Para refutar la afirmación de Hegel de que el cristianismo debe entenderse como parte de la evolución necesaria del pensamiento, o en términos hegelianos, Espíritu, en "Miedo y temblor", Kierkegaard intenta utilizar la historia de Abraham para mostrar que hay un objetivo más alto que el de la ética (cuestionando la afirmación hegeliana de que cumplir con el deber ético de uno es lo más alto que se puede decir de un ser humano) y que la fe no puede ser explicada por la ética hegeliana (refutando la afirmación de Hegel de que El cristianismo puede explicarse racionalmente mediante la filosofía). De cualquier manera, este trabajo puede interpretarse como un desafío a la noción hegeliana de que el propósito último de un ser humano es satisfacer las demandas éticas.
Los eruditos kierkegaardianos han hecho varias interpretaciones de cómo procede Kierkegaard parodiando la dialéctica de Hegel. Una de las interpretaciones más populares sostiene que las etapas estético-ético-religiosas son el proceso triádico del que hablaba Kierkegaard. Consulte la sección "Esferas de existencia" para obtener más información. Otra interpretación aboga por el proceso triádico mundo-voluntad individual. La dialéctica aquí es afirmar el propio deseo de un individuo de ser independiente y el deseo de ser parte de una comunidad. En lugar de la reconciliación del mundo y el individuo donde los problemas entre el individuo y la sociedad se resuelven pulcramente en el sistema hegeliano, Kierkegaard sostiene que existe un vínculo delicado que mantiene unida la interacción entre ellos, que debe reafirmarse constantemente. Jean-Paul Sartre toma este último punto de vista y dice que el individuo está en un estado constante de reafirmación de su propia identidad, de lo contrario uno cae en  mala fe.
Este proceso de reconciliación conduce a una visión de la vida de "ambos / y", donde tanto la tesis como la antítesis se resuelven en una síntesis, lo que niega la importancia de la responsabilidad personal y la elección humana de una u otra. La obra "Either / Or" es una respuesta a este aspecto de la filosofía de Hegel. Un pasaje de esa obra ejemplifica el desprecio de Kierkegaard por la filosofía de Hegel. Nótese la comparación entre "A" y "B" (juez Vilhelm) en  O lo uno o lo otro  y  Etapas en el camino de la vida .

Cásate y te arrepentirás. No te cases, y también te arrepentirás. Cásate o no te cases, te arrepentirás de cualquier manera. Ya sea que te cases o no te cases, lo lamentarás de cualquier manera. Ríase de las estupideces del mundo y se arrepentirá; llora por ellos, y también te arrepentirás. Ríete de las estupideces del mundo o llora por ellas, te arrepentirás de cualquier manera. Ya sea que te rías de las estupideces del mundo o llores por ellas, te arrepentirás de cualquier manera. Confía en una chica y te arrepentirás. No confíes en ella, y también te arrepentirás. … Cuélgate o no te cuelgues, te arrepentirás de cualquier forma. Ya sea que se cuelgue o no, se arrepentirá de cualquier manera. Esta, señores, es la quintaesencia de toda la sabiduría de la vida.
Søren KierkegaardEither/Or Part I, Hong

Aquí hay dos más de 1846:

Como es bien sabido, la filosofía hegeliana ha anulado el principio de contradicción, y el mismo Hegel ha sostenido enfáticamente más de una vez el día del juicio sobre el tipo de pensadores que permanecieron en la esfera del entendimiento y la reflexión y que, por lo tanto, han insistido en que existe un o. Desde entonces, se ha convertido en un juego popular, de modo que tan pronto como alguien insinúa un aut / aut uno / otro, un hegeliano viene montando trip-trap-trap a caballo, gana una victoria y vuelve a casa. Entre nosotros, también, los hegelianos han estado en movimiento varias veces, especialmente contra el obispo Mynster, para ganar la brillante victoria del pensamiento  especulativa; y  Obispo Mynster, se ha convertido más de una vez en un punto de vista derrotado, aunque por ser un punto de vista derrotado lo está aguantando muy bien, y es más bien de temer que el enorme esfuerzo de la victoria haya Ha sido demasiado agotador para los invictos vencedores. Y, sin embargo, puede haber un malentendido en la raíz del conflicto y la victoria, Hegel tiene perfecta y absolutamente razón al sostener que, visto eternamente, "sub specie aeterni", no hay aut / aut ya sea / o  en el lenguaje de la abstracción, en pensamiento puro y puro ser. Dónde diablos estaría, ya que la abstracción, después de todo, simplemente elimina la contradicción; por lo tanto, Hegel y los hegelianos deberían tomarse la molestia de explicar lo que significa la mascarada de llevar la contradicción, el movimiento, la transición, etc. a la lógica. Los defensores del aut / aut están equivocados si se abren paso en el territorio del pensamiento puro y quieren defender su causa allí.

Toda la idea de que una generación dedica todo su tiempo a estudiar a las generaciones pasadas y luego la siguiente generación dedica su tiempo a estudiar a las generaciones pasadas y a hacer comentarios morales y sociales sobre las generaciones anteriores se llamaba "El proceso de rumia hegeliana con tres estómagos: primera inmediatez —Luego regurgitación — luego baja de nuevo ". Dijo: "Tal vez una mente maestra subsiguiente podría continuar esto con cuatro estómagos, etc., hacia abajo una y otra vez. No sé si la mente maestra comprende lo que quiero decir".

### Kierkegaard y Schelling

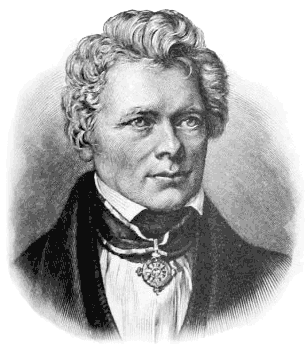
Schelling

En 1841-1842, Kierkegaard asistió a las conferencias de Berlín de Friedrich Wilhelm Joseph von Schelling. Schelling fue crítico de Georg Hegel y profesor en la Universidad de Berlín. La universidad inició una serie de conferencias impartidas por Schelling con el fin de abrazar un tipo de filosofía positiva que sería diametralmente opuesta al hegelianismo. Al principio, Kierkegaard estaba encantado con Schelling. Antes de dejar Copenhague para asistir a las conferencias de Schelling en Berlín, le escribió a su amigo Peter Johannes Sprang:

Schelling da conferencias en un selecto, numeroso y, sin embargo, también "auditorio undique conflatum". Durante las primeras conferencias era casi una cuestión de arriesgar la vida para escucharlo. Nunca en mi vida había experimentado una aglomeración tan incómoda; aun así, ¿qué no haría uno para poder escuchar a Schelling? Su punto principal es siempre que hay dos filosofías, una positiva y otra negativa. Lo negativo viene dado, pero no por Hegel, porque el de Hegel no es ni negativo ni positivo, sino un refinado spinozaísmo. Lo positivo está por llegar. Es decir, en el futuro no serán sólo los abogados los que se conviertan en "doctores juris utriusque", pues me atrevo a adularme que sin presentar otra tesis me convertiré en "magister philosophiae utriusque".
Søren Kierkegaard(Journals, 1841)

En Berlín, Kierkegaard elogió a Schelling. En una entrada de diario hecha en algún momento alrededor de octubre o noviembre de 1841, Kierkegaard escribió este artículo sobre la segunda conferencia de Schelling:

Estoy muy contento de haber escuchado la segunda conferencia de Schelling, ¡indescriptiblemente! He suspirado durante bastante tiempo y mis pensamientos han suspirado dentro de mí; cuando mencionó la palabra "realidad" en conexión con la relación de la filosofía con la realidad, el fruto de mi pensamiento saltó de alegría dentro de mí. Recuerdo casi todas las palabras que dijo a partir de ese momento. … ¡Ahora he puesto todas mis esperanzas en Schelling!
 Søren Kierkegaard(Journals, 1841)

Sin embargo, a medida que pasaba el tiempo, Kierkegaard, así como muchos en la audiencia de Schelling, comenzaron a desilusionarse de Schelling. En una carta particularmente insultante sobre Schelling, Kierkegaard le escribió a su hermano, Peter Kierkegaard:

¡Schelling sigue hablando de forma intolerable! Si quieres formarte una idea de cómo es esto, te pido que te sometas al siguiente experimento como una especie de castigo sádico autoinfligido. Imagínense la filosofía serpenteante de la persona R, su conocimiento caprichoso y sin rumbo, y los esfuerzos incansables de Hornsyld por mostrar su conocimiento: imagínense los dos combinados y además de un descaro sin igual hasta ahora por cualquier filósofo; y con esa imagen vívidamente ante su pobre mente, vaya al taller de una prisión y tendrá una idea de la filosofía de Schelling. Incluso da conferencias más largas para prolongar la tortura. En consecuencia, no tengo nada que hacer en Berlín. Soy demasiado mayor para asistir a conferencias y Schelling es demasiado mayor para darlas. De modo que me iré de Berlín lo antes posible. Pero si no fuera por Schelling, nunca hubiera viajado a Berlín. Debo agradecerle por eso. ... Creo que debería haberme vuelto completamente loco si hubiera seguido escuchando a Schelling.
Søren Kierkegaard(Journals, 27 de febrero de 1842)

Es de conocimiento común que Aristóteles usó el término primera filosofía principalmente para designar metafísica, aunque incluyó dentro de él una parte que de acuerdo con nuestra concepción pertenece a teología. En el paganismo conviene tratar la teología allí. Se relaciona con la misma falta de reflexión de penetración infinita que dotó al teatro en el paganismo de la realidad como una especie de culto divino. Si ahora nos abstraemos de esta ambigüedad, podríamos retener la designación y por primera filosofía entender esa totalidad de la ciencia que podríamos llamar "étnica", cuya esencia es la inmanencia y se expresa en el pensamiento griego por "recuerdo", y por segunda filosofía entender esa totalidad de la ciencia cuya esencia es la trascendencia o la repetición. Schelling llamó la atención sobre este término aristotélico en apoyo de su propia distinción entre filosofía negativa y positiva. Por filosofía negativa quería decir "lógica"; eso estaba bastante claro. Por otro lado, me quedó menos claro lo que él realmente quería decir con filosofía positiva, excepto en la medida en que se hizo evidente que era la filosofía que él mismo deseaba proporcionar. Sin embargo, dado que no tengo nada en lo que basarme excepto mi propia opinión, no es factible continuar con este tema.  Constantin Constantius ha llamado la atención sobre esto al señalar que la inmanencia encalla en el "interés". Con este concepto, se vislumbra por primera vez la actualidad.

Aunque Schelling tuvo poca influencia en los escritos posteriores de Kierkegaard, el viaje de Kierkegaard a Berlín le proporcionó tiempo suficiente para trabajar en su obra maestra, "Either / Or". En una reflexión sobre Schelling en 1849, Kierkegaard comentó que Schelling era "como el Rin en su desembocadura donde se convirtió en agua estancada: estaba degenerando en una 'excelencia' prusiana". (Revistas, enero de 1849)

### Kierkegaard y Schopenhauer

Arthur Schopenhauer

Kierkegaard se familiarizó con los escritos de Arthur Schopenhauer bastante tarde en su vida. Kierkegaard sintió que Schopenhauer era un escritor importante, pero no estuvo de acuerdo en casi todos los puntos que planteó Schopenhauer. En varias anotaciones de diario hechas en 1854, un año antes de su muerte, Kierkegaard habló muy bien de Schopenhauer:

De la misma manera que se desinfecta la boca durante una epidemia para no contagiarse al respirar el aire venenoso, se podría recomendar a los estudiantes que tendrán que vivir en Dinamarca en una atmósfera de optimismo cristiano sin sentido, que tomen una pequeña dosis de Ética de Schopenhauer para protegerse contra la infección de esa palabrería maloliente.
Søren Kierkegaard(Journals, 1854)

Sin embargo, Kierkegaard también lo consideró, "una señal de lo más peligrosa" de lo que vendrá:

Schopenhauer está tan lejos de ser un pesimista real que, a lo sumo, representa 'lo interesante': en cierto sentido, hace que el ascetismo sea interesante, lo más peligroso posible para una época de búsqueda de placeres que se verá más perjudicada más que nunca destilando el placer incluso fuera del ascetismo ... es estudiando el ascetismo de una manera completamente impersonal, asignándole un lugar en el sistema.
Søren Kierkegaard(Journals, 1854)

Kierkegaard cree que el punto de vista ético de Schopenhauer es que el individuo logra ver a través de la miseria de la existencia y luego decide amortiguar o mortificar la alegría de vivir. Como resultado de este ascetismo total, se llega a la contemplación: el individuo lo hace por simpatía. Simpatiza con toda la miseria y la miseria de los demás, que es lo que debe existir. Kierkegaard aquí probablemente se esté refiriendo a la naturaleza pesimista de la filosofía de Schopenhauer. Una de las principales preocupaciones de Kierkegaard es la sospecha de toda su filosofía:

Después de leer la Ética de Schopenhauer, uno aprende — naturalmente, hasta ese punto es honesto — que él mismo no es un asceta. Y, en consecuencia, él mismo no ha alcanzado la contemplación a través del ascetismo, sino sólo una contemplación que contempla el ascetismo. Esto es extremadamente sospechoso, e incluso puede ocultar la más terrible y corruptora  melancolía: una profunda misantropía. También en esto es sospechoso, porque siempre es sospechoso proponer una ética que no ejerza tanto poder sobre el maestro como él mismo expresa. Schopenhauer convierte la ética en un genio, pero esa es, por supuesto, una concepción poco ética de la ética. Convierte la ética en un genio y, aunque se enorgullece bastante de ser un genio, no le ha complacido, o la naturaleza no le ha permitido, convertirse en un genio en lo que respecta al ascetismo y la mortificación.
 Søren Kierkegaard(Journals, 1854)

Poco más se sabe sobre la actitud de Kierkegaard hacia Schopenhauer. Sobre el propio Schopenhauer, Kierkegaard sintió que Schopenhauer habría sido condescendiente. "Schopenhauer me interesa mucho, al igual que su destino en Alemania. Si pudiera hablar con él, estoy seguro de que se estremecería o se reiría si le mostrara [mi filosofía]". (Revistas, 1854)

## Kierkegaard y la filosofía oriental
Debido a que Kierkegaard leyó a Schopenhauer, y debido a que Schopenhauer estuvo fuertemente influenciado por la filosofía oriental, parecería que Kierkegaard habría mostrado una conciencia de la filosofía oriental. Sin embargo, hay poca referencia directa al pensamiento asiático en los escritos de Kierkegaard. Cualquiera que esté familiarizado con tradiciones asiáticas como la filosofía budista, taoísta o sintoísta, verá rápidamente las similitudes filosóficas que Kierkegaard comparte con estas tradiciones. Estas similitudes quizás expliquen la recepción japonesa de Kierkegaard y el hecho de que la conciencia japonesa y las traducciones de Kierkegaard aparecieron al menos 30 años antes que cualquier traducción al inglés. También hay una extensa beca japonesa sobre Kierkegaard, una beca que interpreta la filosofía de Kierkegaard en términos del pensamiento asiático. Esta interpretación es comprensible cuando uno ve que las preocupaciones centrales de Kierkegaard de subjetividad, ansiedad, libertad, desesperación y autoengaño, son también una preocupación central para el budismo y, en consecuencia, que no hay nada exclusivamente cristiano en tales preocupaciones. Tanto Kierkegaard como el budismo zen, por ejemplo, han visto las dificultades de la existencia de formas muy similares. Un ejemplo específico de las similitudes aquí se puede ver en "Pureza de corazón", donde Kierkegaard describe el estado de conciencia en el que uno debe entrar para participar de la confesión. La descripción de Kierkegaard de este estado es similar al estado de meditación descrito por los filósofos budistas. Sin embargo, es distinto en que el objetivo de la confesión, para Kierkegaard, es "centrarse en esta relación consigo mismo como individuo responsable ante Dios" (cf. Kierkegaard, "Pureza de corazón"). Kierkegaard tiene como objetivo recuperar el tema de la mentalidad de "multitud" de la cristiandad (cf. Kierkegaard, "Sobre la dedicación a 'ese único individuo'") y reafirmar la responsabilidad absoluta hacia Dios, que es nuestro  telos (cf. Kierkegaard, "Miedo y temblor").
Harald Hoffding (1843-1931) ayudó a introducir Kierkegaard en Europa occidental en los primeros años del siglo XX. Comparó a Kierkegaard con la filosofía oriental en su libro de 1914 `` La filosofía de la religión  de esta manera:

Un tipo de fe religiosa característico y muy frecuente está determinado por la necesidad de descanso. La principal causa de fatiga y agotamiento en la vida es principalmente el malestar y la distracción mental. Estamos influenciados por tantos lados que nos resulta difícil ordenar nuestros pensamientos; nos arrastramos en tantas direcciones que nos resulta difícil concentrar nuestra voluntad en un solo objetivo; Se despiertan tantos sentimientos diferentes y cambiantes que la armonía interior de la mente está expuesta al peligro de disolución. Debido a este sentimiento de desajuste con nuestro ideal, experimentamos una necesidad interna, mientras que nuestras necesidades externas nos llegan bajo la apariencia de dolor, fragilidad y dependencia de las necesidades elementales de la vida. En los Upanishads encontramos: "El Ser (Atma), el sin pecado, que redime de la vejez, la muerte, el sufrimiento, el hambre y la sed, cuyos deseos son los correctos y cuyo decreto es el correcto. soy ese yo que los hombres deben investigar y buscar conocer. Aquel que ha encontrado y conocido este Yo ha alcanzado todos los mundos y todos los deseos ". Y en otro lugar: "Sálvame, que me siento en la vida de este mundo como una rana en una fuente sellada". Jesús de Nazaret dice: "Venid a mí todos los que estáis trabajados y cargados, y yo os refrescaré. Aprended de mí y hallaréis descanso para vuestras almas". "La inquietud es nuestro corazón", dice Agustín a su Dios, "hasta que encuentre descanso en ti". Esta necesidad de descanso se eleva a una pasión en naturalezas como  Santa Teresa,  Pascal y Soren Kierkegaard. No hay duda de que hay un elemento de patetismo profundo en  Agustín también, pero en su caso tenemos al platónico y al príncipe de la iglesia combinados con el buscador serio, y es la combinación de todos estos elementos. lo que lo convierte en una figura tan singular en la historia de la vida religiosa. Santa Teresa sintió la necesidad de la unión con Dios con tanta fuerza que la muerte sola podía satisfacerla: "No sabía dónde más buscar esta vida sino en la muerte. El pez, sacado del agua, ve en todo caso el final de su vida. tormento; pero, ¿qué muerte se puede comparar con la vida en la que languidezco? "
También con Kierkegaard su gran deseo era liberarse de la lucha de la vida. Las líneas que deseaba que se inscribieran en su lápida expresan este anhelo: "Un poco de tiempo la búsqueda ha terminado. El estruendo de la batalla ya no suena". En esta vida, el creyente se encuentra en un elemento extraño; entre lo interno y lo externo, entre la vida y sus condiciones, hay una falta de armonía. También en el caso de Kierkegaard sacamos del agua la metáfora del pez; Es característico de este tipo que la misma figura haya sido empleada por los antiguos indios en los Upanishads, por la monja española del siglo XVI y por el pensador nórdico del siglo XIX. Este rasgo arroja luz sobre la psicología de la religión. El fin del hombre es infinito, pero está condenado a pasar la vida en el mundo de la finitud, y de ahí se sigue que su existencia adquiere una especie de carácter espasmódico. En Kierkegaard, e incluso en Pascal, esta oposición se manifiesta más agudamente que en Santa Teresa. En esta última evoca anhelo y aspiración interior, pero su voluntad está ocupada íntegramente por el objeto más elevado, y sólo su memoria y su imaginación son libres para analizar sus vivencias. Pero tanto Pascal como Kierkegaard tienen que convocar constantemente a la voluntad en su ayuda; en su caso, tienen una lucha desesperada por mantenerse erguidos ante la dura discordia entre la vida verdadera y las condiciones de la vida actual; aferrarse al pensamiento del objeto de la fe y resistir los embates de la duda.

## Otras lecturas
- Dru, Alexander. The Journals of Søren Kierkegaard, Oxford University Press, 1938.
- Duncan, Elmer. Søren Kierkegaard: Maker of the Modern Theological Mind, Word Books 1976, ISBN 0-87680-463-6
- Garff, Joakim. Søren Kierkegaard: A Biography, Princeton University Press 2005, ISBN 0-691-09165-X.
- Hannay, Alastair. Kierkegaard: A Biography, Cambridge University Press, New edition 2003, ISBN 0-521-53181-0.
- Kierkegaard. The Concept of Anxiety, Princeton University Press, 1981, ISBN 0-691-02011-6
- Kierkegaard. The Concept of Irony with Continual Reference to Socrates, Princeton University Press 1989, ISBN 0-691-07354-6
- Kierkegaard. The Sickness Unto Death, Princeton University Press, 1983, ISBN 0-691-02028-0
- Lippit, John. Kierkegaard and Fear and Trembling, Routledge 2003, ISBN 0-415-18047-3
- Ostenfeld, Ib and Alastair McKinnon. Søren Kierkegaard's Psychology, Wilfrid Laurer University Press 1972, ISBN 0-88920-068-8
- Westphal, Merold. Becoming a Self: A Reading of Kierkegaard's Concluding Unscientific Postscript, Purdue University Press 1996, ISBN 1-55753-090-4